# Liste der Mitglieder des US-Repräsentantenhauses aus Illinois

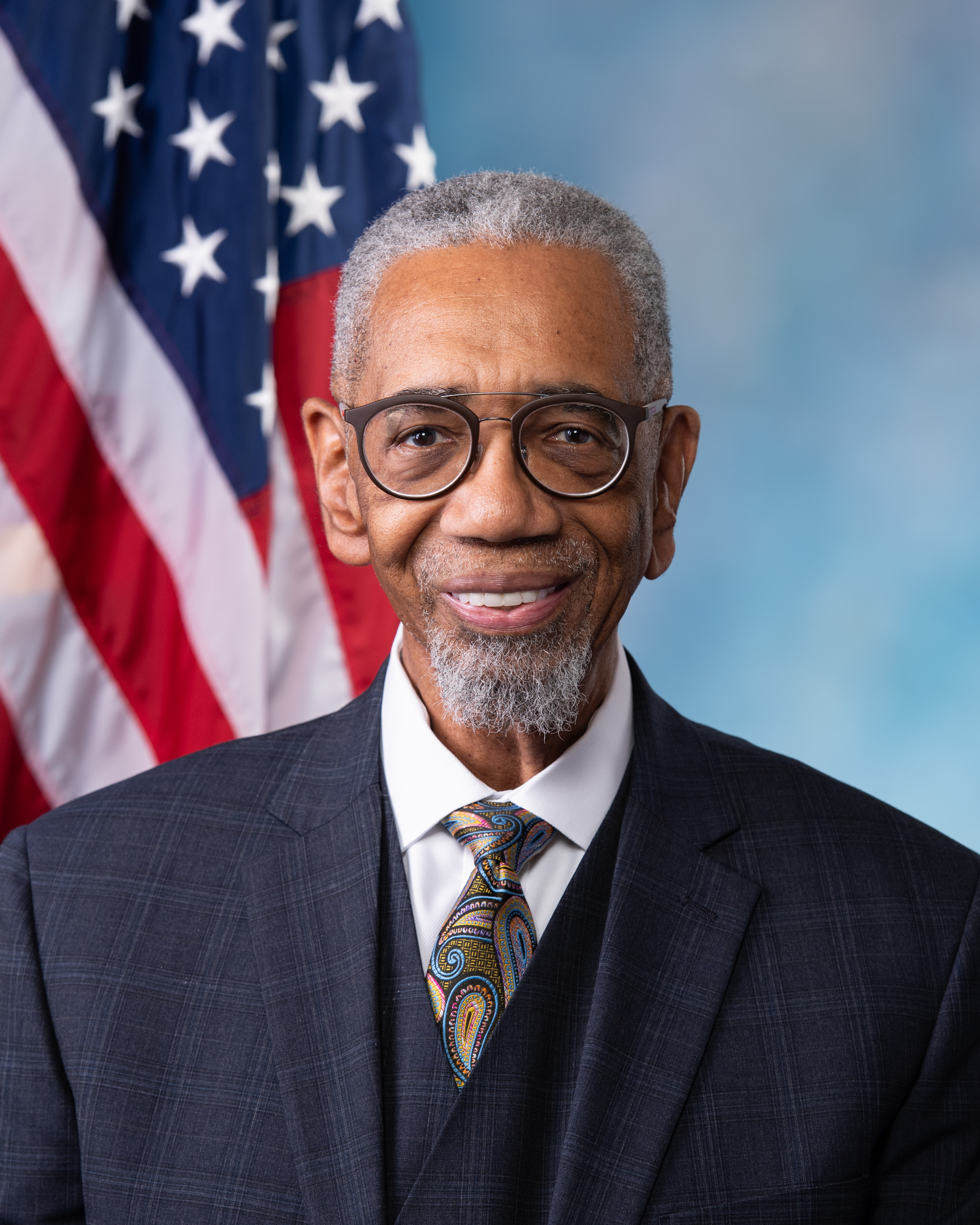
Bobby Rush, derzeitiger Vertreter des ersten Kongresswahlbezirks von Illinois

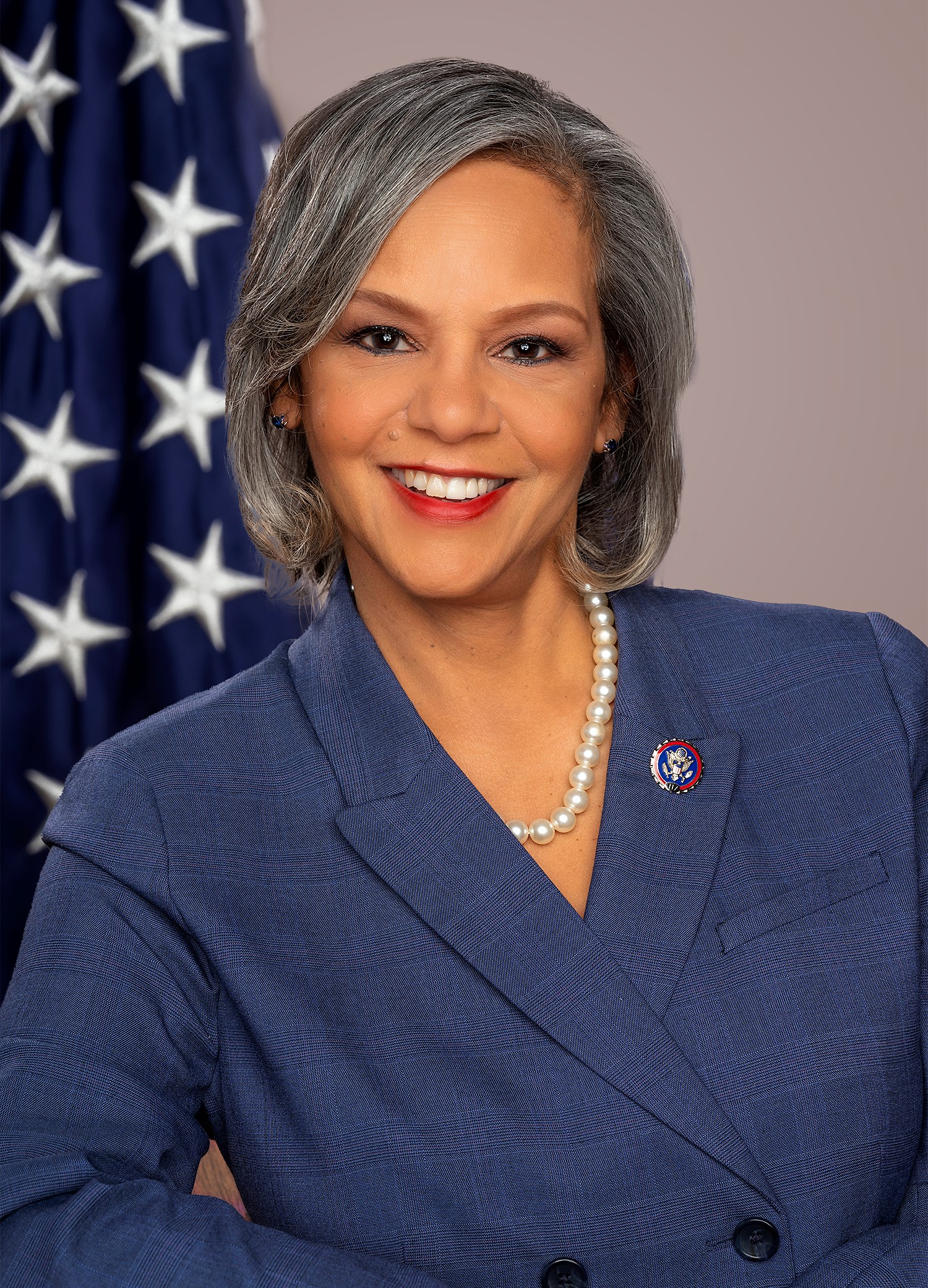
Robin Kelly, derzeitige Vertreterin des zweiten Kongresswahlbezirks von Illinois

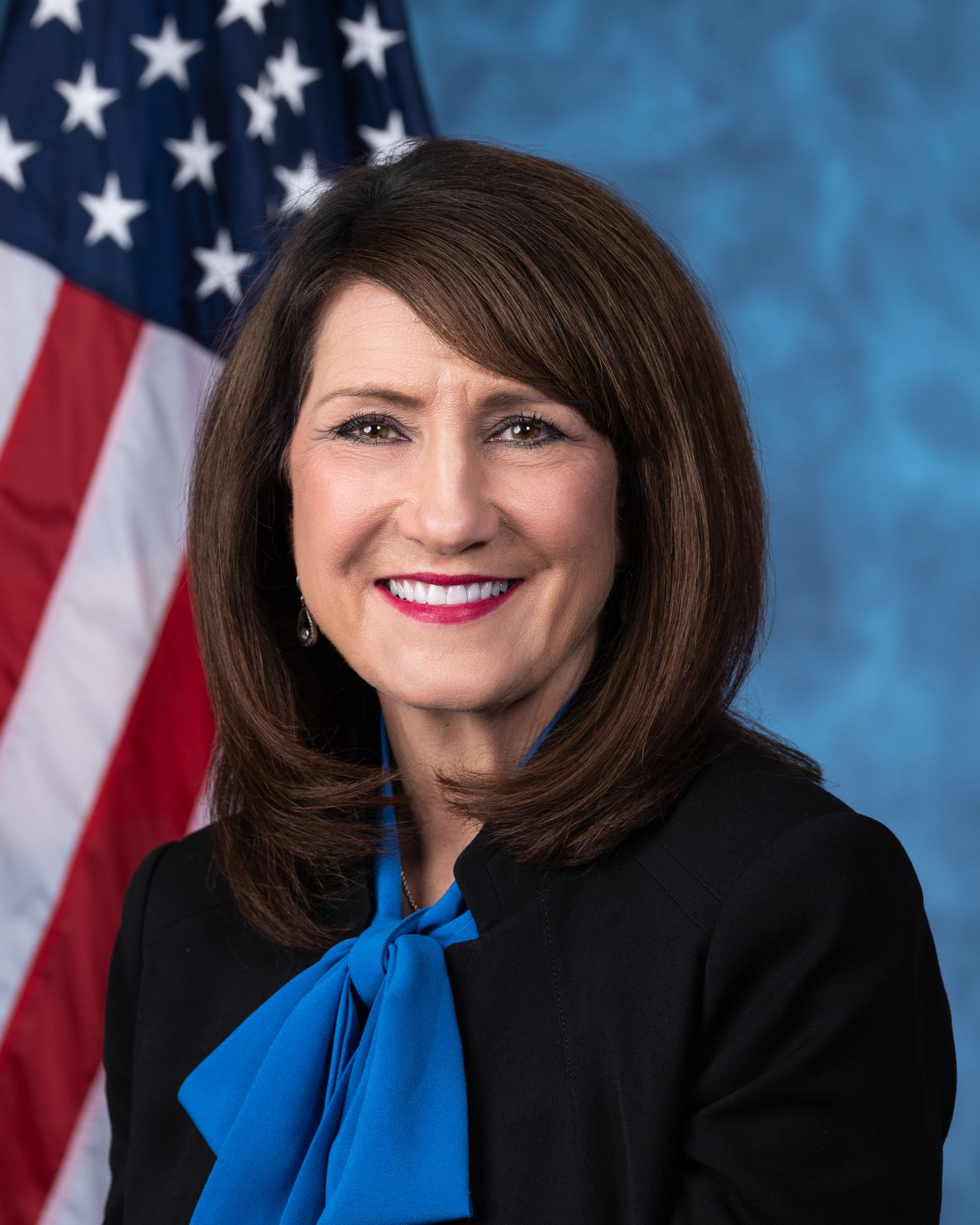
Marie Newman, derzeitige Vertreterin des dritten Kongresswahlbezirks von Illinois

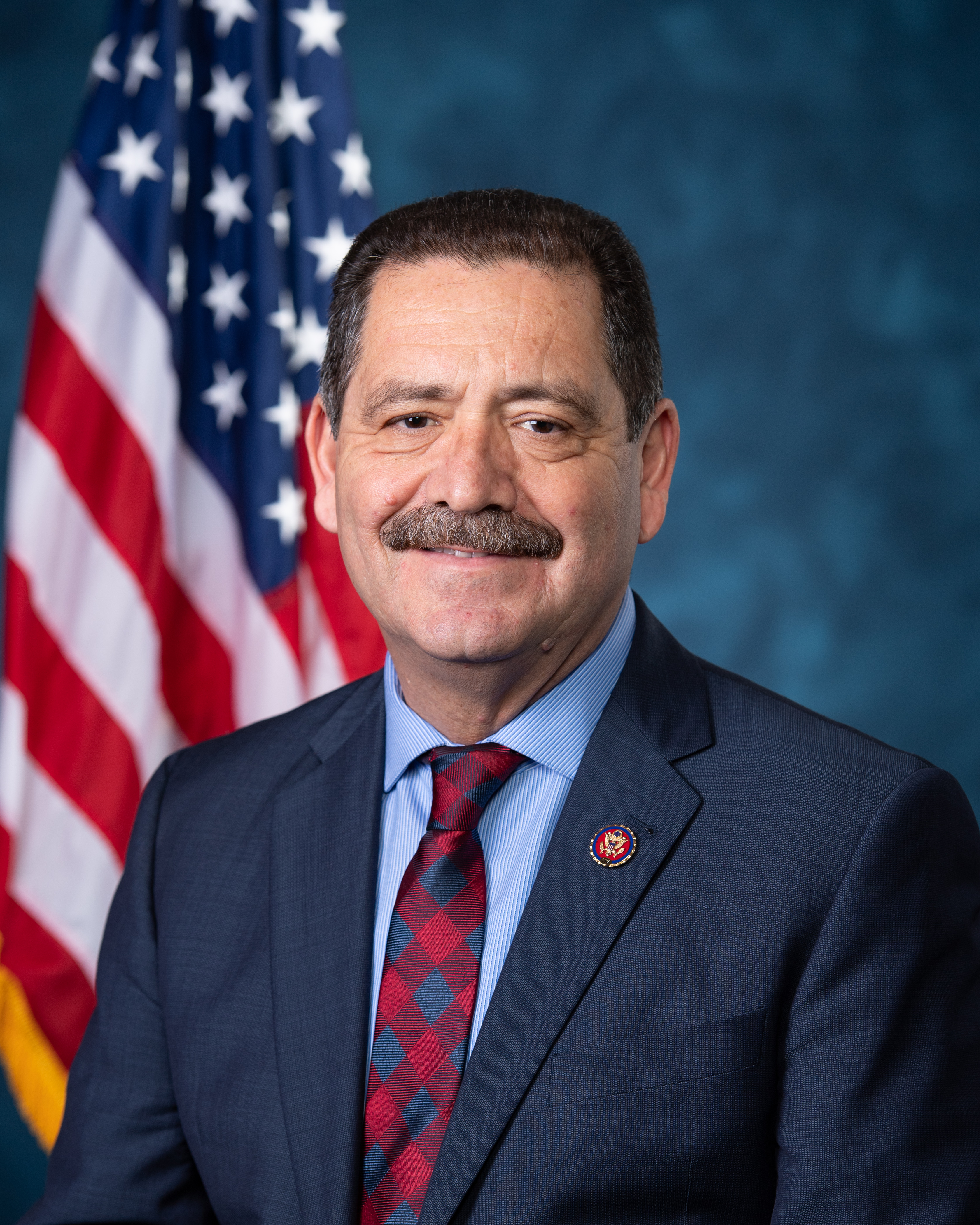
Jesús García, derzeitiger Vertreter des vierten Kongresswahlbezirks von Illinois

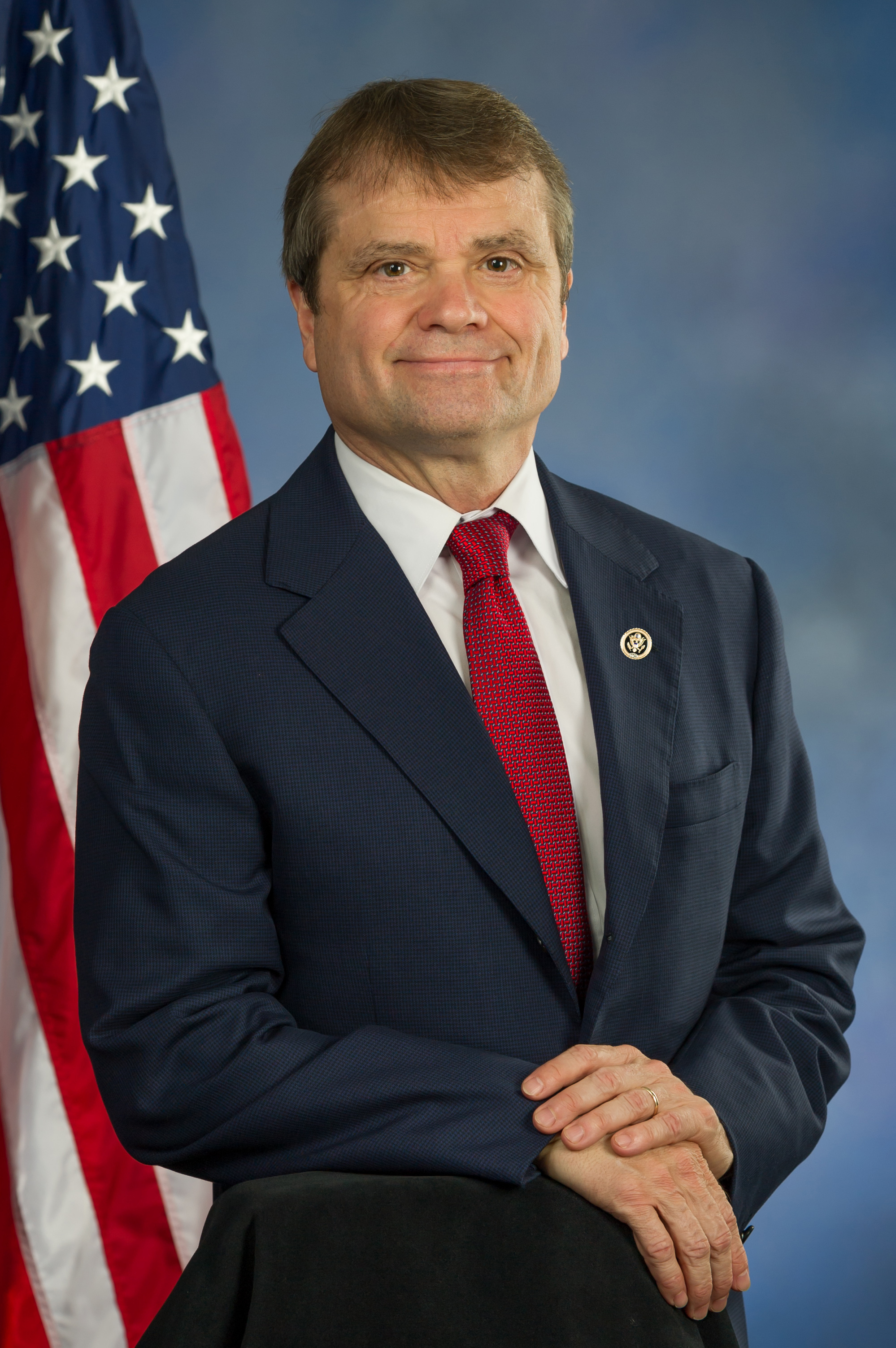
Michael Quigley, derzeitiger Vertreter des fünften Kongresswahlbezirks von Illinois

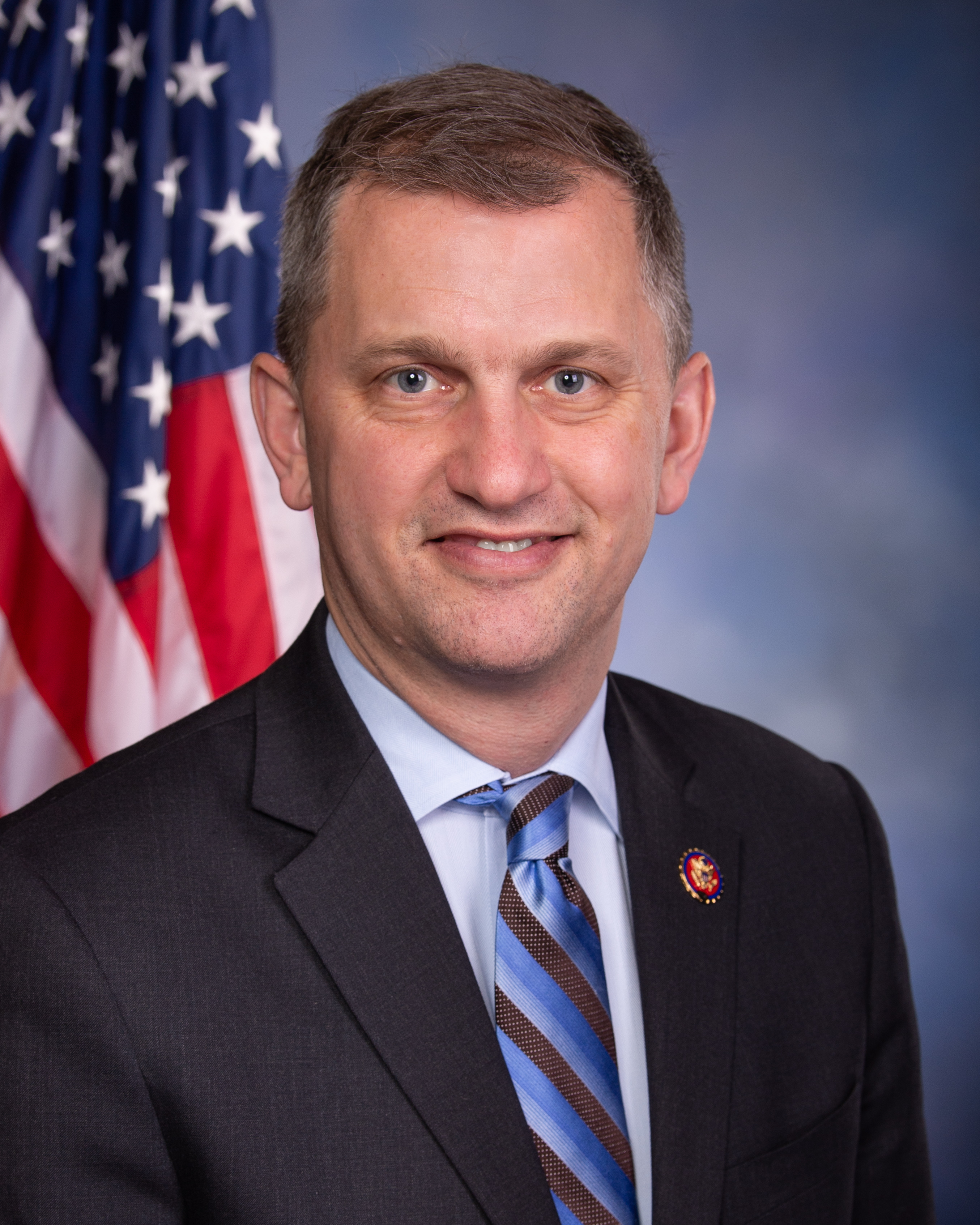
Sean Casten, derzeitiger Vertreter des sechsten Kongresswahlbezirks von Illinois

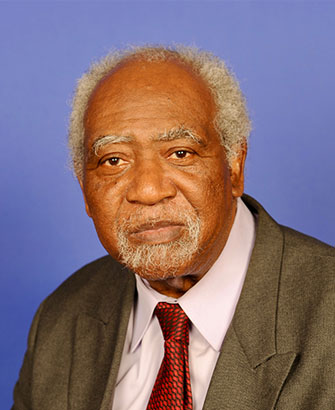
Danny Davis, derzeitiger Vertreter des siebten Kongresswahlbezirks von Illinois

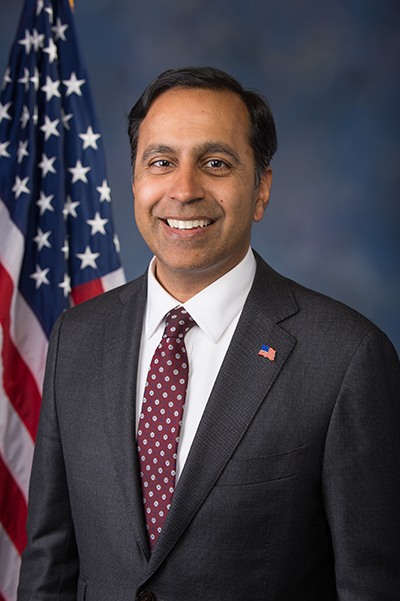
Raja Krishnamoorthi, derzeitiger Vertreter des achten Kongresswahlbezirks von Illinois

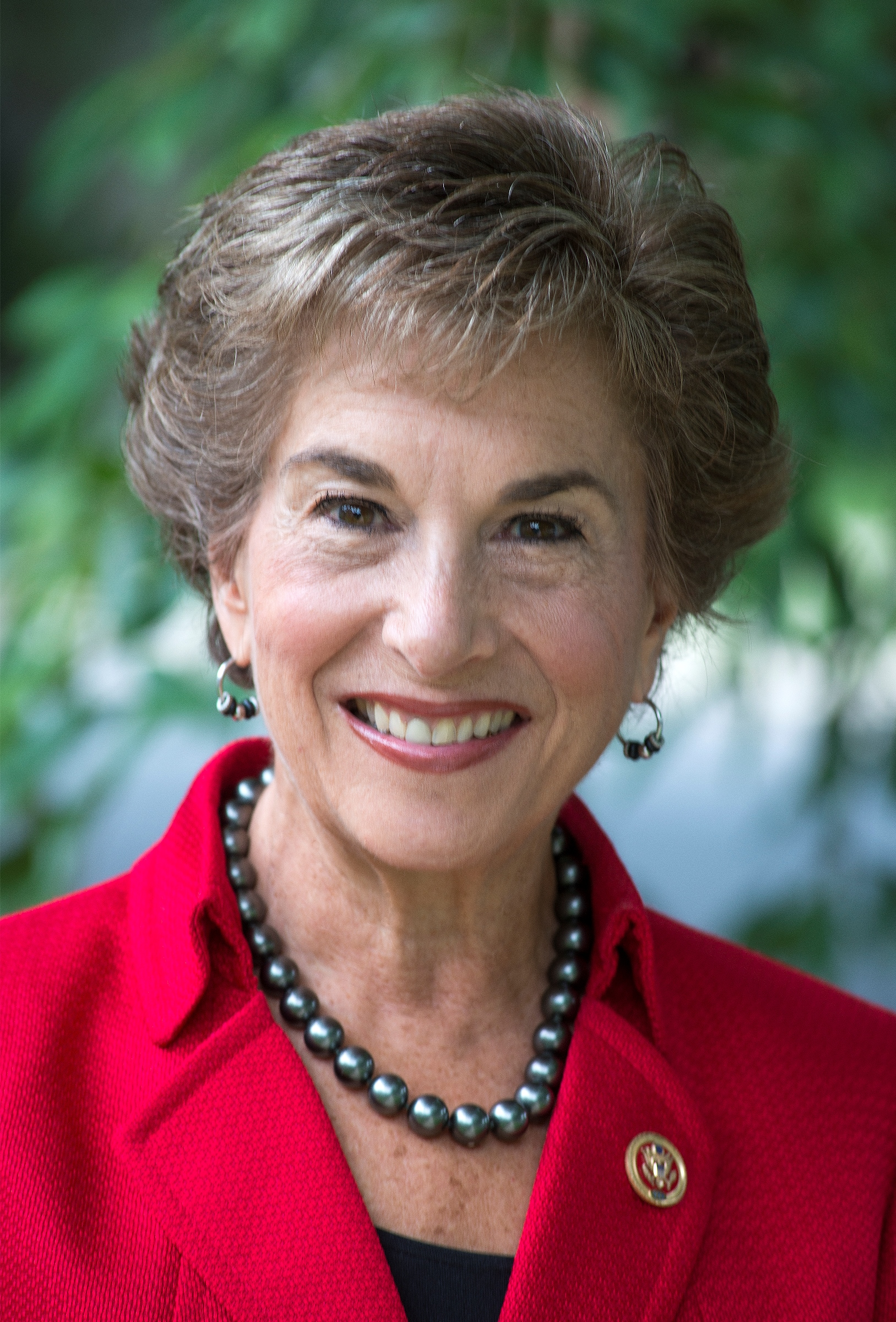
Jan Schakowsky, derzeitige Vertreterin des neunten Kongresswahlbezirks von Illinois

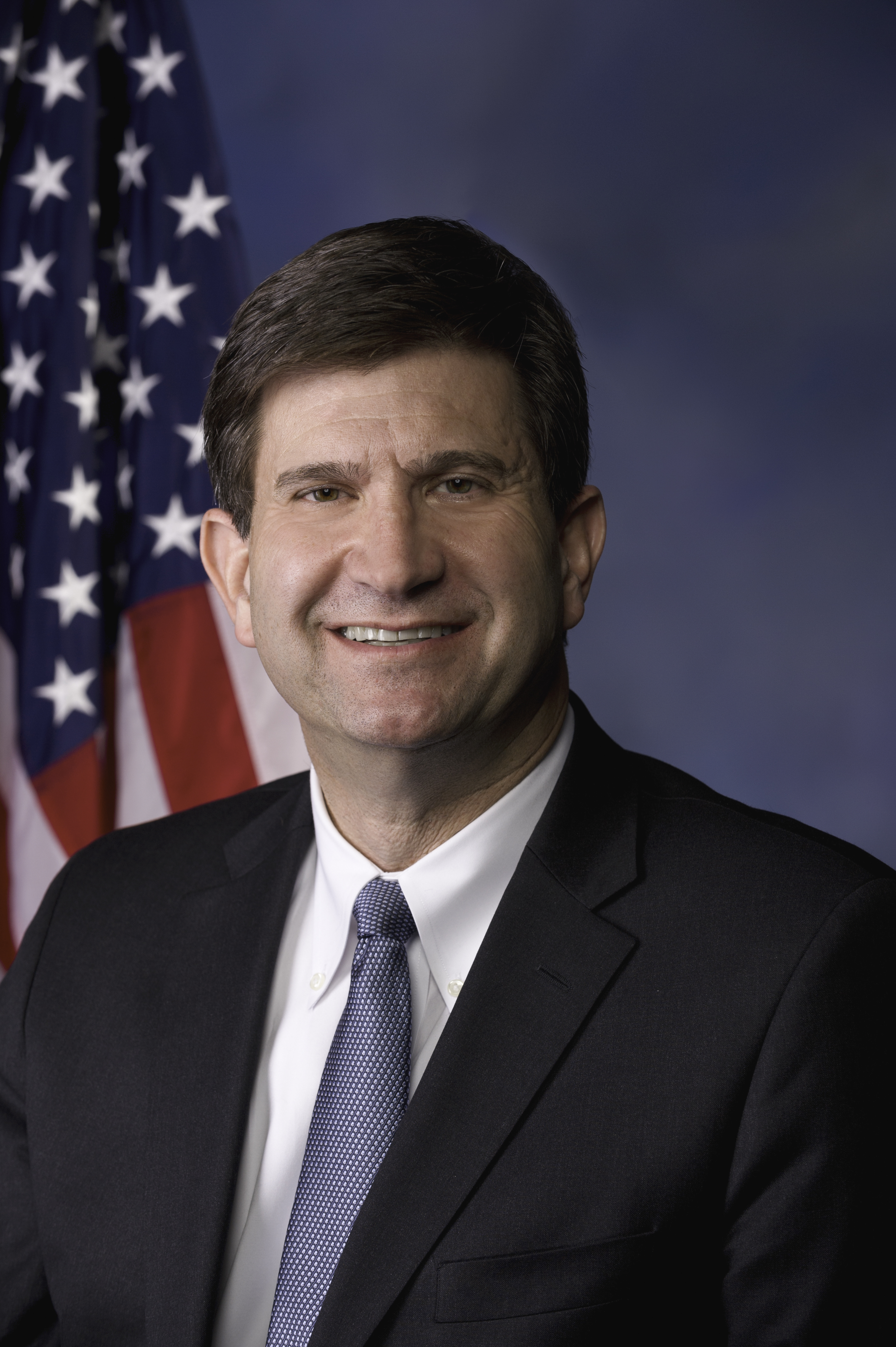
Brad Schneider, derzeitiger Vertreter des zehnten Kongresswahlbezirks von Illinois

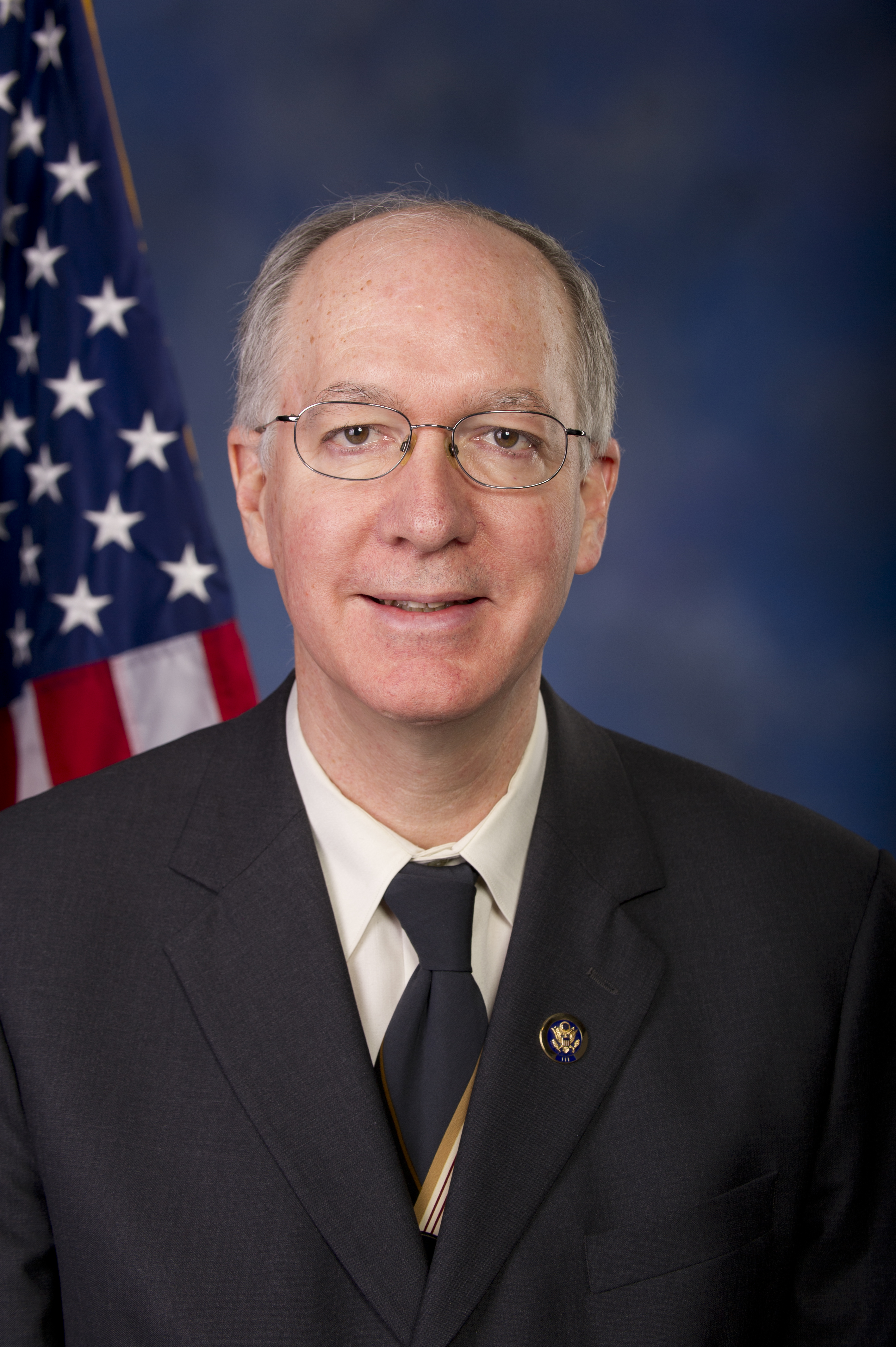
Bill Foster, derzeitiger Vertreter des elften Kongresswahlbezirks von Illinois

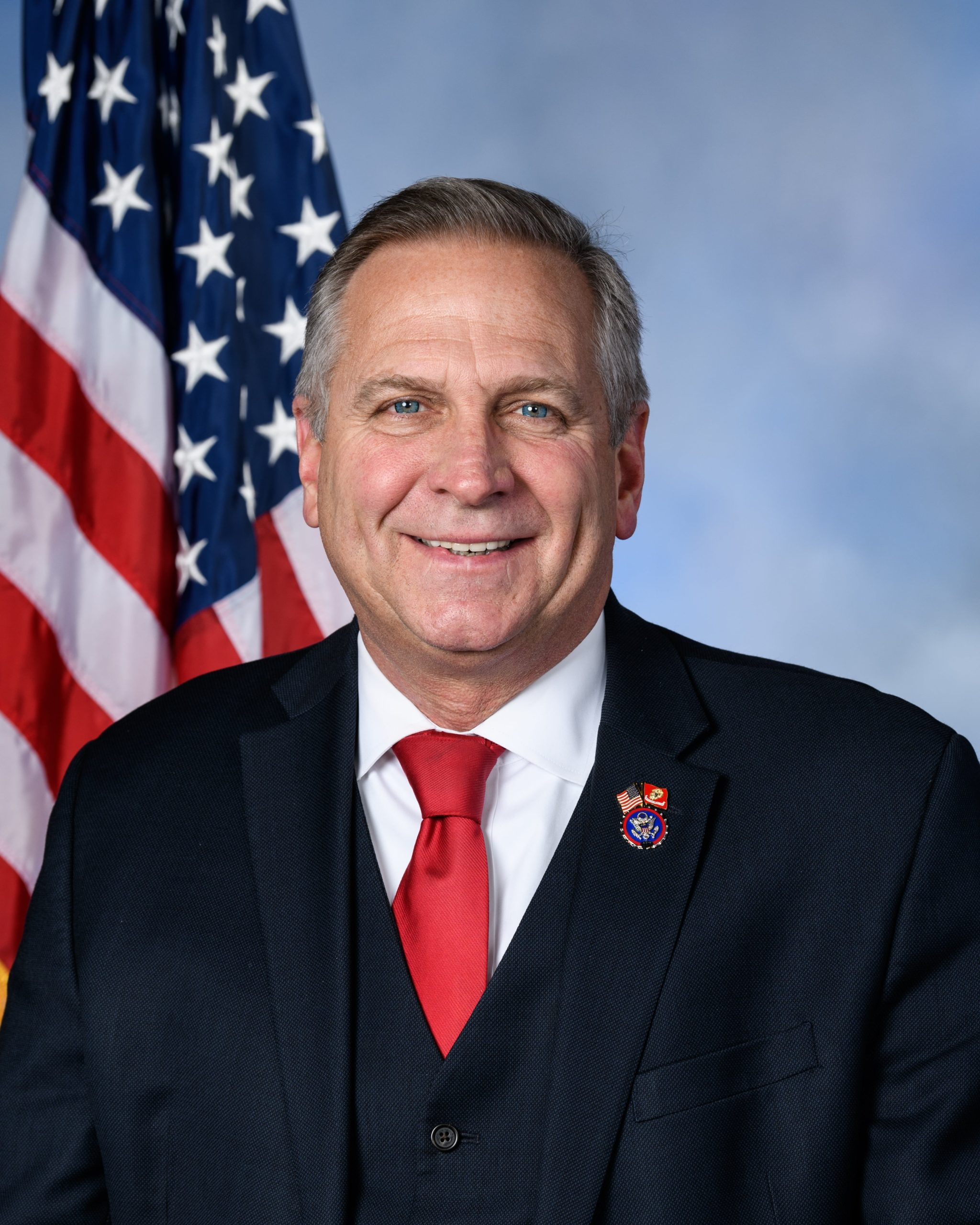
Mike Bos, derzeitiger Vertreter des zwölften Kongresswahlbezirks von Illinois

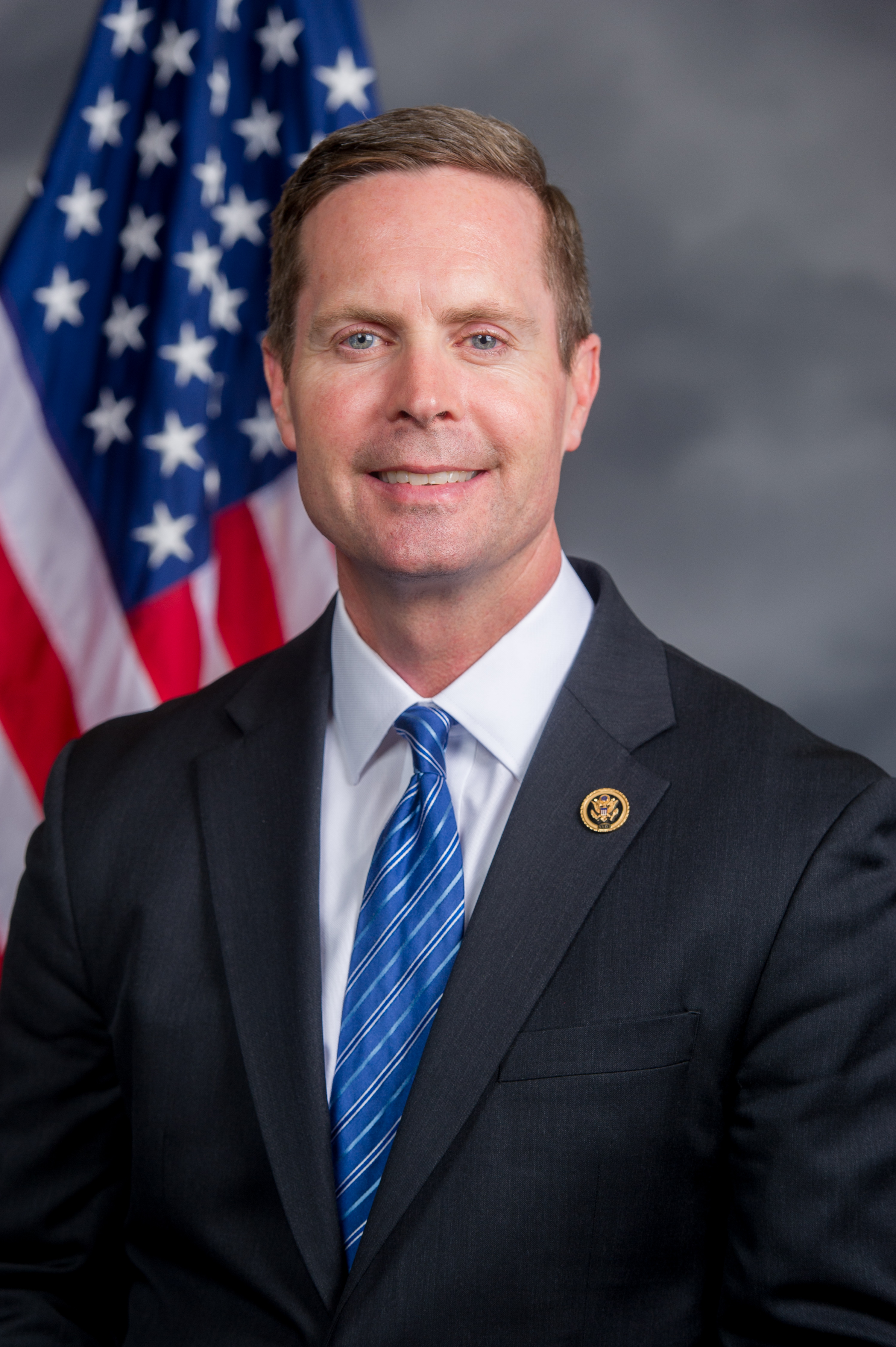
Rodney Davis, derzeitiger Vertreter des 13. Kongresswahlbezirks von Illinois

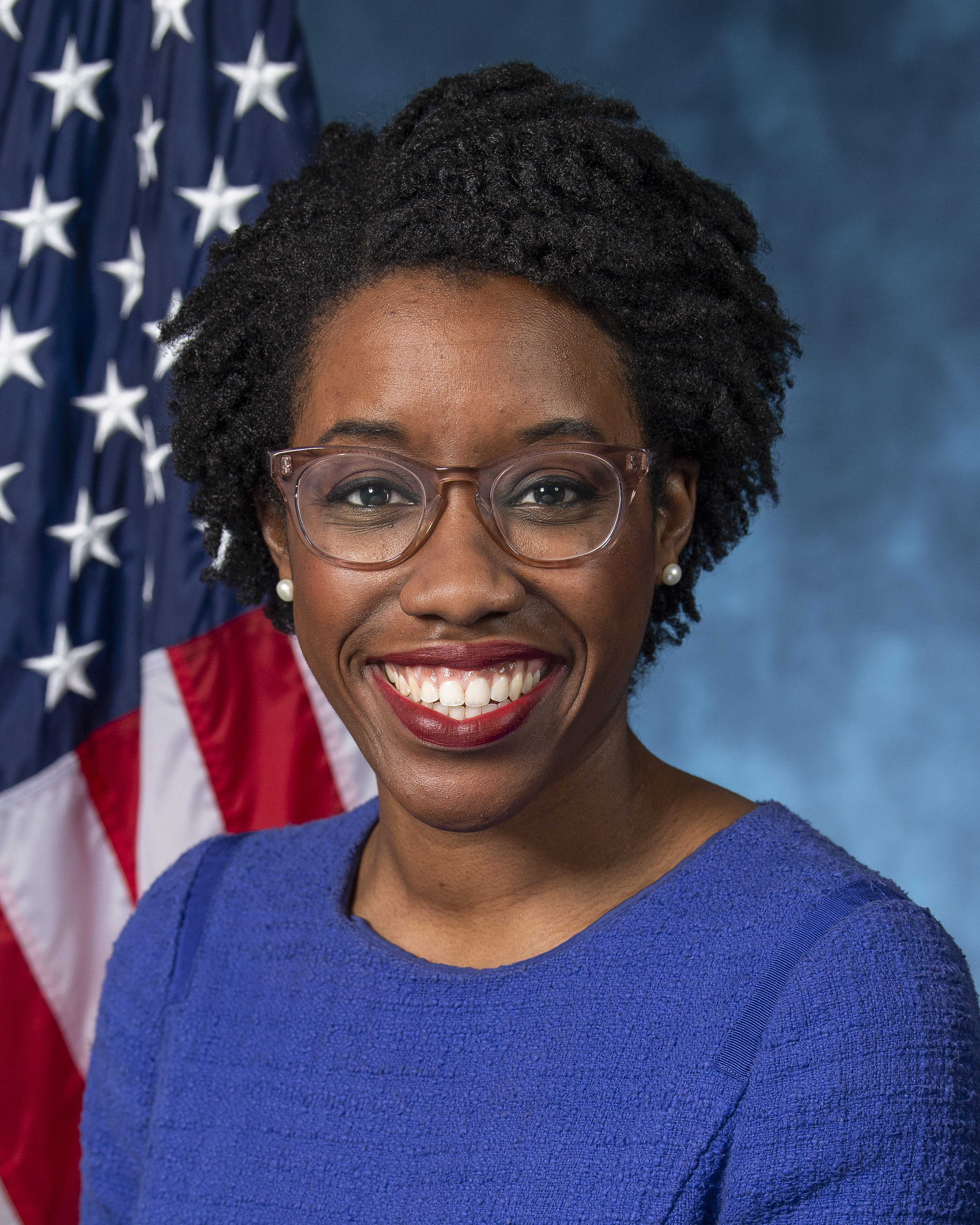
Lauren Underwood, derzeitige Vertreterin des 14. Kongresswahlbezirks von Illinois

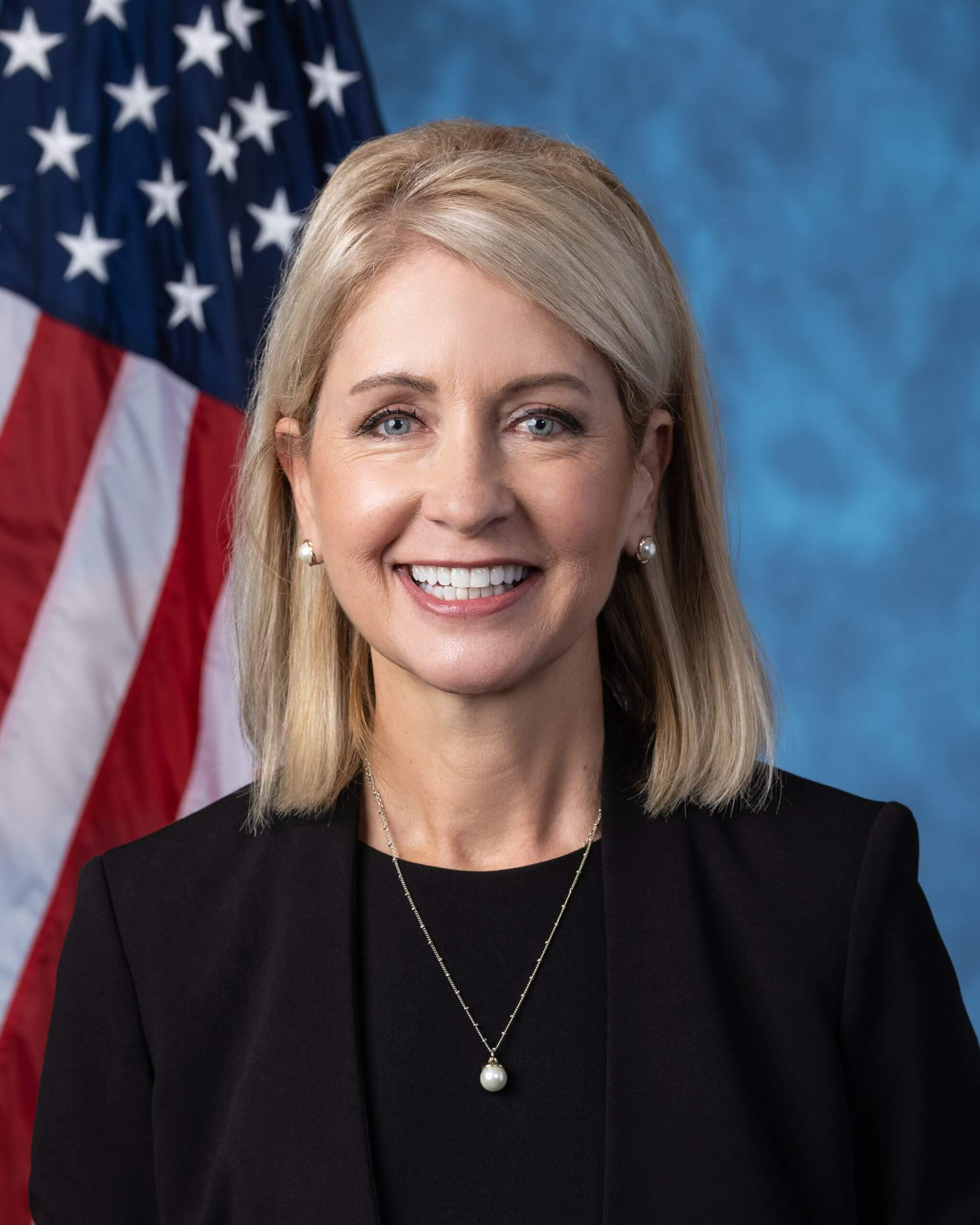
Mary Miller, derzeitige Vertreterin des 15. Kongresswahlbezirks von Illinois

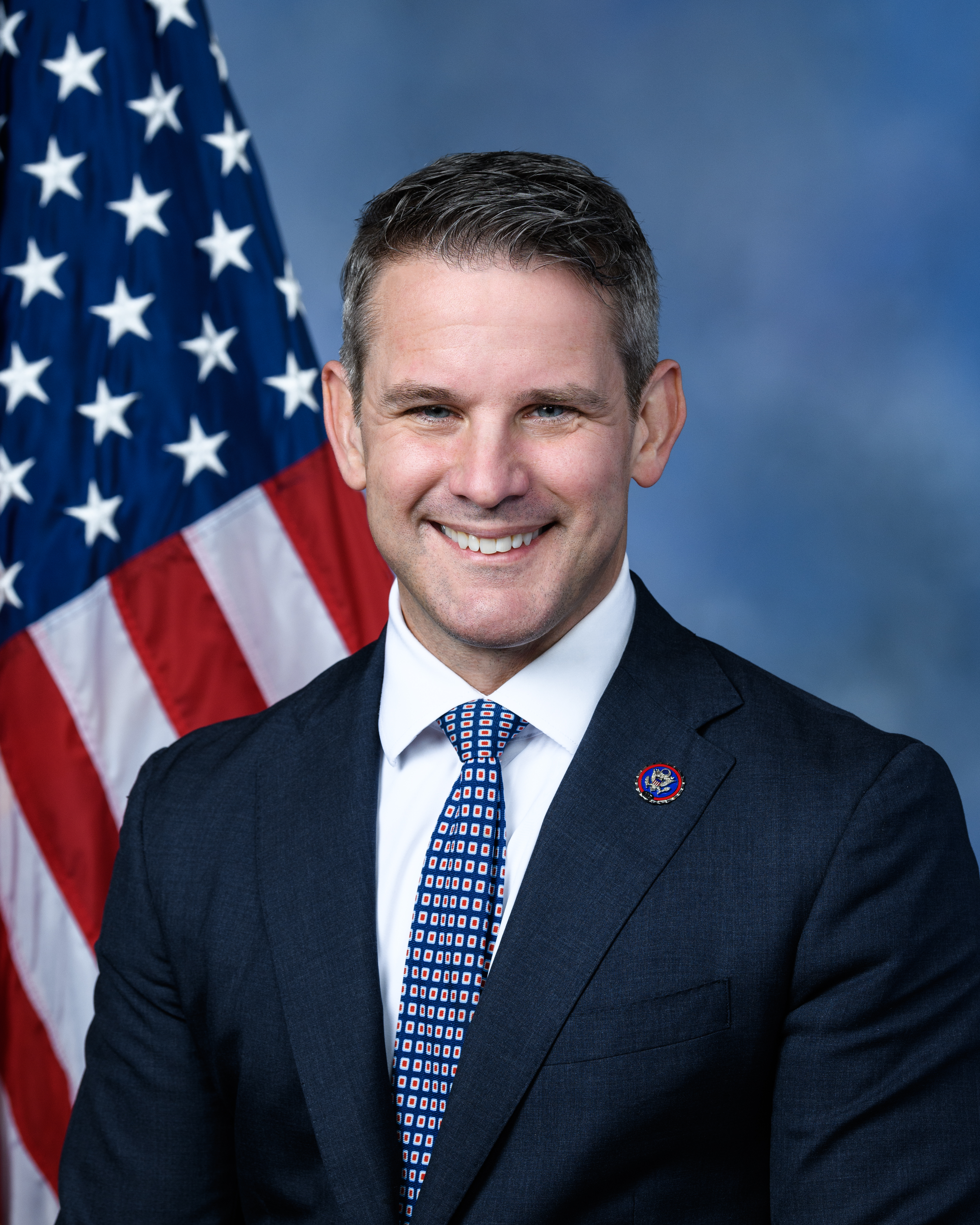
Adam Kinzinger, derzeitiger Vertreter des 16. Kongresswahlbezirks von Illinois

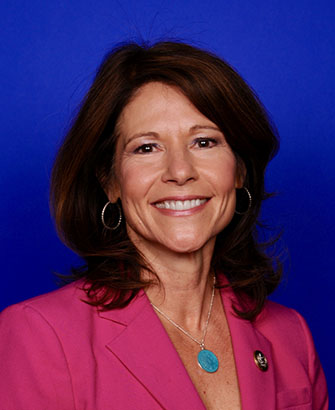
Cheri Bustos, derzeitige Vertreterin des 17. Kongresswahlbezirks von Illinois

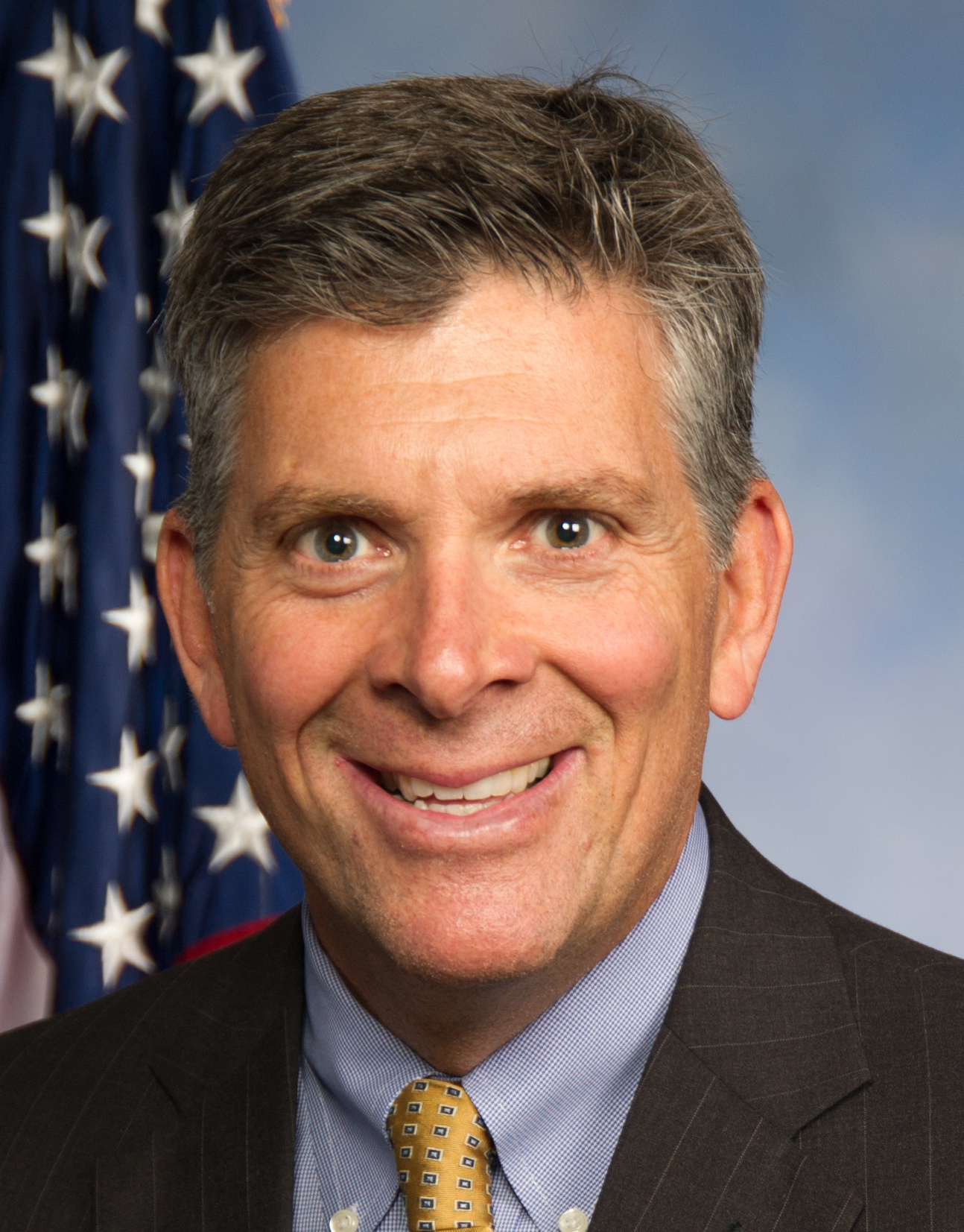
Darin LaHood, derzeitiger Vertreter des 18. Kongresswahlbezirks von Illinois

Diese Liste führt alle Politiker auf, die seit 1812 für das Illinois-Territorium und später für den Bundesstaat Illinois dem Repräsentantenhaus der Vereinigten Staaten angehört haben. Nach dem Beitritt des Staates zur Union im Jahr 1818 existierte zunächst nur ein Kongresswahlbezirk, in dem der jeweilige Abgeordnete staatsweit („at large“) gewählt wurde. Die Anpassungen, die sich aus den Volkszählungen ergaben, führten in den folgenden Jahren zu einem raschen Anstieg der Mandate. Der Höchststand wurde zwischen 1913 und 1943 mit 27 Sitzen erreicht. Diese Zahl ging in der Folge stetig zurück; seit dem Jahr 2013 sind nur noch 18 Abgeordnete für den Staat in Washington, D.C. tätig. Gewählt wurde in der Regel getrennt nach Wahlbezirken. Es wurden aber auch oftmals Mandate staatsweit vergeben: von 1863 bis 1873 sowie von 1943 bis 1949 eines, von 1893 bis 1895 sowie von 1913 bis 1943 deren zwei.
Prominentester Abgeordneter war der spätere US-Präsident Abraham Lincoln. Illinois stellte außerdem mit Joseph Gurney Cannon, Henry T. Rainey und Dennis Hastert drei Sprecher des Repräsentantenhauses.

## Delegierte des Illinois-Territoriums (1812–1818)
| Name                | Amtszeit                           | Partei                |
| ------------------- | ---------------------------------- | --------------------- |
| Shadrach Bond       | 3. Dezember 1812 – 2. August 1813  | Democratic Republican |
| vakant              | 2. August 1813 – 14. November 1814 |                       |
| Benjamin Stephenson | 14. November 1814 – 3. März 1817   | parteilos             |
| Nathaniel Pope      | 4. März 1817 – 30. November 1818   | parteilos             |

## 1. Sitz (seit 1818)
| Name                      | Amtszeit                            | Partei                |
| ------------------------- | ----------------------------------- | --------------------- |
| John McLean               | 3. Dezember 1818 – 3. März 1819     | parteilos             |
| Daniel Pope Cook          | 4. März 1819 – 3. März 1827         | Democratic Republican |
| Joseph Duncan             | 4. März 1827 – 3. März 1833         | Demokrat              |
| Charles Slade             | 4. März 1833 – 26. Juli 1834        | Demokrat              |
| vakant                    | 26. Juli 1834 – 1. Dezember 1834    |                       |
| John Reynolds             | 1. Dezember 1834 – 3. März 1837     | Demokrat              |
| Adam Wilson Snyder        | 4. März 1837 – 3. März 1839         | Demokrat              |
| John Reynolds             | 4. März 1839 – 3. März 1843         | Demokrat              |
| Robert Smith              | 4. März 1843 – 3. März 1849         | Demokrat              |
| William Henry Bissell     | 4. März 1849 – 3. März 1853         | Demokrat              |
| Elihu Benjamin Washburne  | 4. März 1853 – 3. März 1863         | Whig                  |
| Isaac Newton Arnold       | 4. März 1863 – 3. März 1865         | Republikaner          |
| John Wentworth            | 4. März 1865 – 3. März 1867         | Republikaner          |
| Norman Buel Judd          | 4. März 1867 – 3. März 1871         | Republikaner          |
| Charles Benjamin Farwell  | 4. März 1871 – 3. März 1873         | Republikaner          |
| John Blake Rice           | 4. März 1873 – 17. Dezember 1874    | Republikaner          |
| vakant                    | 17. Dezember 1874 – 1. Februar 1875 |                       |
| Bernard Gregory Caulfield | 1. Februar 1875 – 3. März 1877      | Demokrat              |
| William Aldrich           | 4. März 1877 – 3. März 1883         | Republikaner          |
| Ransom Williams Dunham    | 4. März 1883 – 3. März 1889         | Republikaner          |
| Abner Taylor              | 4. März 1889 – 3. März 1893         | Republikaner          |
| James Franklin Aldrich    | 4. März 1893 – 3. März 1897         | Republikaner          |
| James Robert Mann         | 4. März 1897 – 3. März 1903         | Republikaner          |
| Martin Emerich            | 4. März 1903 – 3. März 1905         | Demokrat              |
| Martin Barnaby Madden     | 4. März 1905 – 27. April 1928       | Republikaner          |
| vakant                    | 27. April 1928 – 3. März 1929       |                       |
| Oscar Stanton De Priest   | 4. März 1929 – 3. Januar 1935       | Republikaner          |
| Arthur Wergs Mitchell     | 3. Januar 1935 – 3. Januar 1943     | Demokrat              |
| William Levi Dawson       | 3. Januar 1944 – 9. November 1970   | Demokrat              |
| vakant                    | 9. November 1970 – 3. Januar 1971   |                       |
| Ralph Harold Metcalfe     | 3. Januar 1971 – 10. Oktober 1978   | Demokrat              |
| vakant                    | 10. Oktober 1978 – 3. Januar 1979   |                       |
| Bennett McVey Stewart     | 3. Januar 1979 – 3. Januar 1981     | Demokrat              |
| Harold Lee Washington     | 3. Januar 1981 – 30. April 1983     | Demokrat              |
| vakant                    | 30. April 1983 – 23. August 1983    |                       |
| Charles Arthur Hayes      | 23. August 1983 – 3. Januar 1993    | Demokrat              |
| Bobby Lee Rush            | 3. Januar 1993 – 3. Januar 2023     | Demokrat              |
| Jonathan Luther Jackson   | seit 3. Januar 2023                 | Demokrat              |

## 2. Sitz (seit 1833)
| Name                       | Amtszeit                              | Partei                |
| -------------------------- | ------------------------------------- | --------------------- |
| Zadok Casey                | 4. März 1833 – 3. März 1843           | Demokrat              |
| John Alexander McClernand  | 4. März 1843 – 3. März 1851           | Demokrat              |
| Willis Allen               | 4. März 1851 – 3. März 1853           | Demokrat              |
| John Wentworth             | 4. März 1853 – 3. März 1855           | Demokrat              |
| James Hutchinson Woodworth | 4. März 1855 – 3. März 1857           | Republikaner          |
| John Franklin Farnsworth   | 4. März 1857 – 3. März 1861           | Republikaner          |
| Isaac Newton Arnold        | 4. März 1861 – 3. März 1863           | Republikaner          |
| John Franklin Farnsworth   | 4. März 1863 – 3. März 1873           | Republikaner          |
| Jasper Delos Ward          | 4. März 1873 – 3. März 1875           | Republikaner          |
| Carter Henry Harrison      | 4. März 1875 – 3. März 1879           | Demokrat              |
| George Royal Davis         | 4. März 1879 – 3. März 1883           | Republikaner          |
| John Frederick Finerty     | 4. März 1883 – 3. März 1885           | Unabhängiger Demokrat |
| Frank Lawler               | 4. März 1885 – 3. März 1891           | Demokrat              |
| Lawrence Edward McGann     | 4. März 1891 – 3. März 1895           | Demokrat              |
| William Lorimer            | 4. März 1895 – 3. März 1901           | Republikaner          |
| John Joseph Feely          | 4. März 1901 – 3. März 1903           | Demokrat              |
| James Robert Mann          | 4. März 1903 – 30. November 1922      | Republikaner          |
| vakant                     | 30. November 1922 – 3. April 1923     |                       |
| Morton Denison Hull        | 3. April 1923 – 3. März 1933          | Republikaner          |
| Patrick Henry Moynihan     | 4. März 1933 – 3. Januar 1935         | Republikaner          |
| Raymond Stephen McKeough   | 3. Januar 1935 – 3. Januar 1943       | Demokrat              |
| William A. Rowan           | 3. Januar 1943 – 3. Januar 1947       | Demokrat              |
| Richard Bernard Vail       | 3. Januar 1947 – 3. Januar 1949       | Republikaner          |
| Barratt O’Hara             | 3. Januar 1949 – 3. Januar 1951       | Demokrat              |
| Richard Bernard Vail       | 3. Januar 1951 – 3. Januar 1953       | Republikaner          |
| Barratt O’Hara             | 3. Januar 1953 – 3. Januar 1969       | Demokrat              |
| Abner Joseph Mikva         | 3. Januar 1969 – 3. Januar 1973       | Demokrat              |
| Morgan Francis Murphy      | 3. Januar 1973 – 3. Januar 1981       | Demokrat              |
| Augustus Alexander Savage  | 3. Januar 1981 – 3. Januar 1993       | Demokrat              |
| Melvin Reynolds            | 3. Januar 1993 – 1. Oktober 1995      | Demokrat              |
| vakant                     | 1. Oktober 1995 – 12. Dezember 1995   |                       |
| Jesse Louis Jackson        | 12. Dezember 1995 – 21. November 2012 | Demokrat              |
| vakant                     | 21. November 2012 – 9. April 2013     |                       |
| Robin Lynne Kelly          | seit 9. April 2013                    | Demokrat              |

## 3. Sitz (seit 1833)
| Joseph Duncan              | 4. März 1833 – 21. September 1834     | Demokrat     |
| vakant                     | 21. September 1834 – 1. Dezember 1834 |              |
| William L. May             | 1. Dezember 1834 – 3. März 1839       | Demokrat     |
| John Todd Stuart           | 4. März 1839 – 3. März 1843           | Whig         |
| Orlando Bell Ficklin       | 4. März 1843 – 3. März 1849           | Demokrat     |
| Timothy Roberts Young      | 4. März 1849 – 3. März 1851           | Demokrat     |
| Orlando Bell Ficklin       | 4. März 1851 – 3. März 1853           | Demokrat     |
| Jesse Olds Norton          | 4. März 1853 – 3. März 1857           | Whig         |
| Owen Lovejoy               | 4. März 1858 – 3. März 1863           | Republikaner |
| Elihu Benjamin Washburne   | 4. März 1863 – 6. März 1869           | Republikaner |
| vakant                     | 6. März 1869 – 6. Dezember 1869       |              |
| Horatio Chapin Burchard    | 6. Dezember 1869 – 3. März 1873       | Republikaner |
| Charles Benjamin Farwell   | 4. März 1873 – 6. Mai 1876            | Republikaner |
| John Valcoulon Le Moyne    | 6. Mai 1876 – 3. März 1877            | Demokrat     |
| Lorenz Peter Carl Brentano | 4. März 1877 – 3. März 1879           | Republikaner |
| Hiram Barber               | 4. März 1879 – 3. März 1881           | Republikaner |
| Charles Benjamin Farwell   | 4. März 1881 – 3. März 1883           | Republikaner |
| George Royal Davis         | 4. März 1883 – 3. März 1885           | Republikaner |
| James Hugh Ward            | 4. März 1885 – 3. März 1887           | Demokrat     |
| William Ernest Mason       | 4. März 1887 – 3. März 1891           | Republikaner |
| Allan Cathcart Durborow    | 4. März 1891 – 3. März 1895           | Demokrat     |
| Lawrence Edward McGann     | 4. März 1895 – 27. Dezember 1895      | Demokrat     |
| Hugh Reid Belknap          | 27. Dezember 1895 – 3. März 1899      | Republikaner |
| George Peter Foster        | 4. März 1899 – 3. März 1903           | Demokrat     |
| William Warfield Wilson    | 4. März 1903 – 3. März 1913           | Republikaner |
| George Edmund Gorman       | 4. März 1913 – 3. März 1915           | Demokrat     |
| William Warfield Wilson    | 4. März 1915 – 3. März 1921           | Republikaner |
| Elliott Wilford Sproul     | 4. März 1921 – 3. März 1931           | Republikaner |
| Edward Austin Kelly        | 4. März 1931 – 3. Januar 1943         | Demokrat     |
| Fred Ernst Busbey          | 3. Januar 1943 – 3. Januar 1945       | Republikaner |
| Edward Austin Kelly        | 3. Januar 1945 – 3. Januar 1947       | Demokrat     |
| Fred Ernst Busbey          | 3. Januar 1947 – 3. Januar 1949       | Republikaner |
| Neil Joseph Linehan        | 3. Januar 1949 – 3. Januar 1951       | Demokrat     |
| Fred Ernst Busbey          | 3. Januar 1951 – 3. Januar 1955       | Republikaner |
| James Cunningham Murray    | 3. Januar 1955 – 3. Januar 1957       | Demokrat     |
| Emmet Francis Byrne        | 3. Januar 1957 – 3. Januar 1959       | Republikaner |
| William Thomas Murphy      | 3. Januar 1959 – 3. Januar 1971       | Demokrat     |
| Morgan Francis Murphy      | 3. Januar 1971 – 3. Januar 1973       | Demokrat     |
| Robert Paul Hanrahan       | 3. Januar 1973 – 3. Januar 1975       | Republikaner |
| Martin Anthony Russo       | 3. Januar 1975 – 3. Januar 1993       | Demokrat     |
| William Oliver Lipinski    | 3. Januar 1993 – 3. Januar 2005       | Demokrat     |
| Daniel William Lipinski    | 3. Januar 2005 – 3. Januar 2021       | Demokrat     |
| Marie Newman               | 3. Januar 2021 – 3. Januar 2023       | Demokrat     |
| Delia Catalina Ramirez     | seit 3. Januar 2023                   | Demokrat     |

## 4. Sitz (seit 1843)
| Name                      | Amtszeit                          | Partei       |
| ------------------------- | --------------------------------- | ------------ |
| John Wentworth            | 4. März 1843 – 3. März 1851       | Demokrat     |
| Richard Sheppard Molony   | 4. März 1851 – 3. März 1853       | Demokrat     |
| James Knox                | 4. März 1853 – 3. März 1857       | Whig         |
| William Kellogg           | 4. März 1857 – 3. März 1863       | Republikaner |
| Charles Murray Harris     | 4. März 1863 – 3. März 1865       | Demokrat     |
| Abner Clark Harding       | 4. März 1865 – 3. März 1869       | Republikaner |
| John Baldwin Hawley       | 4. März 1869 – 3. März 1873       | Republikaner |
| Stephen Augustus Hurlbut  | 4. März 1873 – 3. März 1877       | Republikaner |
| William Lathrop           | 4. März 1877 – 3. März 1879       | Republikaner |
| John Crocker Sherwin      | 4. März 1879 – 3. März 1883       | Republikaner |
| George Everett Adams      | 4. März 1883 – 3. März 1891       | Republikaner |
| Walter Cass Newberry      | 4. März 1891 – 3. März 1893       | Demokrat     |
| Julius Goldzier           | 4. März 1893 – 3. März 1895       | Demokrat     |
| Charles Walhart Woodman   | 4. März 1895 – 3. März 1897       | Republikaner |
| Daniel Webster Mills      | 4. März 1897 – 3. März 1899       | Republikaner |
| Thomas Cusack             | 4. März 1899 – 3. März 1901       | Demokrat     |
| James McAndrews           | 4. März 1901 – 3. März 1903       | Demokrat     |
| George Peter Foster       | 4. März 1903 – 3. März 1905       | Demokrat     |
| Charles Stuart Wharton    | 4. März 1905 – 3. März 1907       | Republikaner |
| James Thomas McDermott    | 4. März 1907 – 21. Juli 1914      | Demokrat     |
| vakant                    | 21. Juli 1914 – 3. März 1915      |              |
| James Thomas McDermott    | 4. März 1915 – 3. März 1917       | Demokrat     |
| Charles Martin            | 4. März 1917 – 28. Oktober 1917   | Demokrat     |
| vakant                    | 28. Oktober 1917 – 2. April 1918  |              |
| John William Rainey       | 2. April 1918 – 4. Mai 1923       | Demokrat     |
| vakant                    | 4. Mai 1923 – 6. November 1923    |              |
| Thomas Aloysius Doyle     | 6. November 1923 – 3. März 1931   | Demokrat     |
| Harry Peter Beam          | 4. März 1931 – 6. Dezember 1942   | Demokrat     |
| vakant                    | 6. Dezember 1942 – 3. Januar 1943 |              |
| Martin Gorski             | 3. Januar 1943 – 3. Januar 1949   | Demokrat     |
| James Vincent Buckley     | 3. Januar 1949 – 3. Januar 1951   | Demokrat     |
| William Estus McVey       | 3. Januar 1951 – 10. August 1958  | Republikaner |
| vakant                    | 10. August 1958 – 3. Januar 1959  |              |
| Edward Joseph Derwinski   | 3. Januar 1959 – 3. Januar 1983   | Republikaner |
| George Miller O’Brien     | 3. Januar 1983 – 17. Juli 1986    | Republikaner |
| vakant                    | 17. Juli 1986 – 3. Januar 1987    |              |
| Jack Davis                | 3. Januar 1987 – 3. Januar 1989   | Republikaner |
| George Edward Sangmeister | 3. Januar 1989 – 3. Januar 1993   | Demokrat     |
| Luis Vicente Gutiérrez    | 3. Januar 1993 – 3. Januar 2019   | Demokrat     |
| Jesús G. García           | seit 3. Januar 2019               | Demokrat     |

## 5. Sitz (seit 1843)
| Name                         | Amtszeit                           | Partei       |
| ---------------------------- | ---------------------------------- | ------------ |
| Stephen Arnold Douglas       | 4. März 1843 – 3. März 1847        | Demokrat     |
| vakant                       | 3. März 1847 – 6. Dezember 1847    |              |
| William Alexander Richardson | 6. Dezember 1847 – 25. August 1856 | Demokrat     |
| vakant                       | 25. August 1856 – 4. November 1856 |              |
| Jacob Cunningham Davis       | 4. November 1856 – 3. März 1857    | Demokrat     |
| Isaac Newton Morris          | 4. März 1857 – 3. März 1861        | Demokrat     |
| William Alexander Richardson | 4. März 1861 – 29. Januar 1863     | Demokrat     |
| vakant                       | 29. Januar 1863 – 3. März 1863     |              |
| Owen Lovejoy                 | 4. März 1863 – 25. März 1864       | Republikaner |
| vakant                       | 25. März 1864 – 20. Mai 1864       |              |
| Ebon Clark Ingersoll         | 20. Mai 1864 – 3. März 1871        | Republikaner |
| Bradford Newcomb Stevens     | 4. März 1871 – 3. März 1873        | Demokrat     |
| Horatio Chapin Burchard      | 4. März 1873 – 3. März 1879        | Republikaner |
| Robert Moffett Allison Hawk  | 4. März 1879 – 29. Juni 1882       | Republikaner |
| vakant                       | 29. Juni 1882 – 7. November 1882   |              |
| Robert Roberts Hitt          | 7. November 1882 – 3. März 1883    | Republikaner |
| Reuben Ellwood               | 4. März 1883 – 1. Juli 1885        | Republikaner |
| vakant                       | 1. Juli 1885 – 7. Dezember 1885    |              |
| Albert Jarvis Hopkins        | 7. Dezember 1885 – 3. März 1895    | Republikaner |
| George Elon White            | 4. März 1895 – 3. März 1899        | Republikaner |
| Edward Thomas Noonan         | 4. März 1899 – 3. März 1901        | Demokrat     |
| William Frank Mahoney        | 4. März 1901 – 3. März 1903        | Demokrat     |
| James McAndrews              | 4. März 1903 – 3. März 1905        | Demokrat     |
| Anthony Michalek             | 4. März 1905 – 3. März 1907        | Republikaner |
| Adolph Joachim Sabath        | 4. März 1907 – 3. Januar 1949      | Demokrat     |
| Martin Gorski                | 3. Januar 1949 – 4. Dezember 1949  | Demokrat     |
| vakant                       | 4. Dezember 1949 – 3. Januar 1951  |              |
| John Carl Kluczynski         | 3. Januar 1951 – 26. Januar 1975   | Demokrat     |
| vakant                       | 26. Januar 1975 – 8. Juli 1975     |              |
| John G. Fary                 | 8. Juli 1975 – 3. Januar 1983      | Demokrat     |
| William Oliver Lipinski      | 3. Januar 1983 – 3. Januar 1993    | Demokrat     |
| Daniel David Rostenkowski    | 3. Januar 1993 – 3. Januar 1995    | Demokrat     |
| Michael Patrick Flanagan     | 3. Januar 1995 – 3. Januar 1997    | Republikaner |
| Rod R. Blagojevich           | 3. Januar 1997 – 3. Januar 2003    | Demokrat     |
| Rahm Israel Emanuel          | 3. Januar 2003 – 2. Januar 2009    | Demokrat     |
| vakant                       | 2. Januar 2009 – 7. April 2009     |              |
| Michael Bruce Quigley        | seit 7. April 2009                 | Demokrat     |

## 6. Sitz (seit 1843)
| Name                       | Amtszeit                             | Partei       |
| -------------------------- | ------------------------------------ | ------------ |
| Joseph Pendleton Hoge      | 4. März 1843 – 3. März 1847          | Demokrat     |
| Thomas Johnston Turner     | 4. März 1847 – 3. März 1849          | Demokrat     |
| Edward Dickinson Baker     | 4. März 1849 – 3. März 1851          | Whig         |
| Thompson Campbell          | 4. März 1851 – 3. März 1853          | Demokrat     |
| Richard Yates              | 4. März 1853 – 3. März 1855          | Whig         |
| Thomas Langrell Harris     | 4. März 1855 – 24. November 1858     | Demokrat     |
| vakant                     | 24. November 1858 – 4. Januar 1859   |              |
| Charles Drury Hodges       | 4. Januar 1859 – 3. März 1859        | Demokrat     |
| vakant                     | 4. März 1859 – 8. November 1859      |              |
| John Alexander McClernand  | 8. November 1859 – 28. Oktober 1861  | Demokrat     |
| vakant                     | 28. Oktober 1861 – 12. Dezember 1861 |              |
| Anthony Lausett Knapp      | 12. Dezember 1861 – 3. März 1863     | Demokrat     |
| Jesse Olds Norton          | 4. März 1863 – 3. März 1865          | Republikaner |
| Burton Chauncey Cook       | 4. März 1865 – 26. August 1871       | Republikaner |
| vakant                     | 26. August 1871 – 4. Dezember 1871   |              |
| Henry Snapp                | 4. Dezember 1871 – 3. März 1873      | Republikaner |
| John Baldwin Hawley        | 4. März 1873 – 3. März 1875          | Republikaner |
| Thomas Jefferson Henderson | 4. März 1875 – 3. März 1883          | Republikaner |
| Robert Roberts Hitt        | 4. März 1883 – 3. März 1895          | Republikaner |
| Edward Dean Cooke          | 4. März 1895 – 24. Juni 1897         | Republikaner |
| vakant                     | 24. Juni 1897 – 23. November 1897    |              |
| Henry Sherman Boutell      | 23. November 1897 – 3. März 1903     | Republikaner |
| William Lorimer            | 4. März 1903 – 17. Juni 1909         | Republikaner |
| vakant                     | 17. Juni 1909 – 23. November 1909    |              |
| William James Moxley       | 23. November 1909 – 3. März 1911     | Republikaner |
| Edmund John Stack          | 4. März 1911 – 3. März 1913          | Demokrat     |
| James McAndrews            | 4. März 1913 – 3. März 1921          | Demokrat     |
| John Jerome Gorman         | 4. März 1921 – 3. März 1923          | Republikaner |
| James Richard Buckley      | 4. März 1923 – 3. März 1925          | Demokrat     |
| John Jerome Gorman         | 4. März 1925 – 3. März 1927          | Republikaner |
| James Thomas Igoe          | 4. März 1927 – 3. März 1933          | Demokrat     |
| Thomas Joseph O’Brien      | 3. Januar 1933 – 3. Januar 1939      | Demokrat     |
| Anton Frank Maciejewski    | 3. Januar 1939 – 8. Dezember 1942    | Demokrat     |
| vakant                     | 8. Dezember 1942 – 3. Januar 1943    |              |
| Thomas Joseph O’Brien      | 3. Januar 1943 – 14. April 1964      | Demokrat     |
| vakant                     | 14. April 1964 – 3. Januar 1965      |              |
| Daniel John Ronan          | 3. Januar 1965 – 13. August 1969     | Demokrat     |
| vakant                     | 13. August 1969 – 3. November 1970   |              |
| George Washington Collins  | 3. November 1970 – 8. Dezember 1972  | Demokrat     |
| vakant                     | 8. Dezember 1972 – 3. Januar 1973    |              |
| Harold Reginald Collier    | 3. Januar 1973 – 3. Januar 1975      | Republikaner |
| Henry John Hyde            | 3. Januar 1975 – 3. Januar 2007      | Republikaner |
| Peter James Roskam         | 3. Januar 2007 – 3. Januar 2019      | Republikaner |
| Sean Thomas Casten         | seit 3. Januar 2019                  | Demokrat     |

## 7. Sitz (seit 1843)
| Name                         | Amtszeit                            | Partei       |
| ---------------------------- | ----------------------------------- | ------------ |
| John Jay Hardin              | 4. März 1843 – 3. März 1845         | Whig         |
| Edward Dickinson Baker       | 4. März 1845 – 24. Dezember 1846    | Whig         |
| vakant                       | 24. Dezember 1846 – 5. Februar 1847 |              |
| John Henry                   | 5. Februar 1847 – 3. März 1847      | Whig         |
| Abraham Lincoln              | 4. März 1847 – 3. März 1849         | Whig         |
| Thomas Langrell Harris       | 4. März 1849 – 3. März 1851         | Demokrat     |
| Richard Yates                | 4. März 1851 – 3. März 1853         | Whig         |
| James Cameron Allen          | 4. März 1853 – 18. Juli 1856        | Demokrat     |
| vakant                       | 18. Juli 1856 – 4. November 1856    |              |
| James Cameron Allen          | 4. November 1856 – 3. März 1857     | Demokrat     |
| Aaron Shaw                   | 4. März 1857 – 3. März 1859         | Demokrat     |
| James Carroll Robinson       | 4. März 1859 – 3. März 1863         | Demokrat     |
| John Rice Eden               | 4. März 1863 – 3. März 1865         | Demokrat     |
| Henry Pelham Holmes Bromwell | 4. März 1865 – 3. März 1869         | Republikaner |
| Jesse Hale Moore             | 4. März 1869 – 3. März 1873         | Republikaner |
| Franklin Corwin              | 4. März 1873 – 3. März 1875         | Republikaner |
| Alexander Campbell           | 4. März 1875 – 3. März 1877         | Unabhängiger |
| Philip Cornelius Hayes       | 4. März 1877 – 3. März 1881         | Republikaner |
| William Cullen               | 4. März 1881 – 3. März 1883         | Republikaner |
| Thomas Jefferson Henderson   | 4. März 1883 – 3. März 1895         | Republikaner |
| George Edmund Foss           | 4. März 1895 – 3. März 1903         | Republikaner |
| Philip Knopf                 | 4. März 1903 – 3. März 1909         | Republikaner |
| Frederick Lundin             | 4. März 1909 – 3. März 1911         | Republikaner |
| Frank Buchanan               | 4. März 1911 – 3. März 1917         | Demokrat     |
| Niels Juul                   | 4. März 1917 – 3. März 1921         | Republikaner |
| Magne Alfred Michaelson      | 4. März 1921 – 3. März 1931         | Republikaner |
| Leonard William Schuetz      | 4. März 1931 – 13. Februar 1944     | Demokrat     |
| vakant                       | 13. Februar 1944 – 3. Januar 1945   |              |
| William Walter Link          | 3. Januar 1945 – 3. Januar 1947     | Demokrat     |
| Thomas Leonard Owens         | 3. Januar 1947 – 7. Juni 1948       | Republikaner |
| vakant                       | 7. Juni 1948 – 3. Januar 1949       |              |
| Adolph Joachim Sabath        | 3. Januar 1949 – 6. November 1952   | Demokrat     |
| vakant                       | 6. November 1952 – 7. Juli 1953     |              |
| James Bernard Bowler         | 7. Juli 1953 – 18. Juli 1957        | Demokrat     |
| vakant                       | 18. Juli 1957 – 31. Dezember 1957   |              |
| Roland Victor Libonati       | 31. Dezember 1957 – 3. Januar 1965  | Demokrat     |
| Frank Annunzio               | 3. Januar 1965 – 3. Januar 1973     | Demokrat     |
| vakant                       | 3. Januar 1973 – 5. Juni 1973       |              |
| Cardiss H. Collins           | 5. Juni 1973 – 3. Januar 1997       | Demokrat     |
| Danny K. Davis               | seit 3. Januar 1997                 | Demokrat     |

## 8. Sitz (seit 1853)
| Name                            | Amtszeit                         | Partei                |
| ------------------------------- | -------------------------------- | --------------------- |
| William Henry Bissell           | 4. März 1853 – 3. März 1855      | Unabhängiger Demokrat |
| James Lowery Donaldson Morrison | 4. November 1856 – 3. März 1857  | Demokrat              |
| Robert Smith                    | 4. März 1857 – 3. März 1859      | Demokrat              |
| Philip Bond Fouke               | 4. März 1859 – 3. März 1863      | Demokrat              |
| John Todd Stuart                | 4. März 1863 – 3. März 1865      | Demokrat              |
| Shelby Moore Cullom             | 4. März 1865 – 3. März 1871      | Republikaner          |
| James Carroll Robinson          | 4. März 1871 – 3. März 1873      | Demokrat              |
| Greenbury Lafayette Fort        | 4. März 1873 – 3. März 1881      | Republikaner          |
| Lewis Edwin Payson              | 4. März 1881 – 3. März 1883      | Republikaner          |
| William Cullen                  | 4. März 1883 – 3. März 1885      | Republikaner          |
| Ralph Plumb                     | 4. März 1885 – 3. März 1889      | Republikaner          |
| Charles Augustus Hill           | 4. März 1889 – 3. März 1891      | Republikaner          |
| Lewis Steward                   | 4. März 1891 – 3. März 1893      | Demokrat              |
| Robert Andrew Childs            | 4. März 1893 – 3. März 1895      | Republikaner          |
| Albert Jarvis Hopkins           | 4. März 1895 – 3. März 1903      | Republikaner          |
| William Frank Mahoney           | 4. März 1903 – 27. Dezember 1904 | Demokrat              |
| vakant                          | 27. Dezember 1904 – 3. März 1905 |                       |
| Charles McGavin                 | 4. März 1905 – 3. März 1909      | Republikaner          |
| Thomas Gallagher                | 4. März 1909 – 3. März 1921      | Demokrat              |
| Stanley Henry Kunz              | 4. März 1921 – 3. März 1931      | Demokrat              |
| Peter Charles Granata           | 4. März 1931 – 5. April 1932     | Republikaner          |
| Stanley Henry Kunz              | 5. April 1932 – 3. März 1933     | Demokrat              |
| Leo Paul Kocialkowski           | 4. März 1933 – 3. Januar 1943    | Demokrat              |
| Thomas Sylvy Gordon             | 3. Januar 1943 – 3. Januar 1959  | Demokrat              |
| Daniel David Rostenkowski       | 3. Januar 1959 – 3. Januar 1993  | Demokrat              |
| Philip Miller Crane             | 3. Januar 1993 – 3. Januar 2005  | Republikaner          |
| Melissa Luburich Bean           | 3. Januar 2005 – 3. Januar 2011  | Demokrat              |
| William Joseph Walsh            | 3. Januar 2011 – 3. Januar 2013  | Republikaner          |
| Ladda Tammy Duckworth           | 3. Januar 2013 – 3. Januar 2017  | Demokrat              |
| Subramanian Raja Krishnamoorthi | seit 3. Januar 2017              | Demokrat              |

## 9. Sitz (seit 1853)
| Name                     | Amtszeit                          | Partei       |
| ------------------------ | --------------------------------- | ------------ |
| Willis Allen             | 4. März 1853 – 3. März 1855       | Demokrat     |
| Samuel Scott Marshall    | 4. März 1855 – 3. März 1859       | Demokrat     |
| John Alexander Logan     | 4. März 1859 – 2. April 1862      | Demokrat     |
| vakant                   | 2. April 1862 – 2. Juni 1862      |              |
| William Joshua Allen     | 2. Juni 1862 – 3. März 1863       | Demokrat     |
| Lewis Winans Ross        | 4. März 1863 – 3. März 1869       | Demokrat     |
| Thompson Ware McNeely    | 4. März 1869 – 3. März 1873       | Demokrat     |
| Granville Barrere        | 4. März 1873 – 3. März 1875       | Republikaner |
| Richard Henry Whiting    | 4. März 1875 – 3. März 1877       | Republikaner |
| Thomas Alexander Boyd    | 4. März 1877 – 3. März 1881       | Republikaner |
| John Henry Lewis         | 4. März 1881 – 3. März 1883       | Republikaner |
| Lewis Edwin Payson       | 4. März 1883 – 3. März 1891       | Republikaner |
| Herman Wilber Snow       | 4. März 1891 – 3. März 1893       | Demokrat     |
| Hamilton Kinkaid Wheeler | 4. März 1893 – 3. März 1895       | Republikaner |
| Robert Roberts Hitt      | 4. März 1895 – 3. März 1903       | Republikaner |
| Henry Sherman Boutell    | 4. März 1903 – 3. März 1911       | Republikaner |
| Lynden Evans             | 4. März 1911 – 3. März 1913       | Demokrat     |
| Frederick Albert Britten | 4. März 1913 – 3. Januar 1935     | Republikaner |
| James McAndrews          | 3. Januar 1935 – 3. Januar 1941   | Demokrat     |
| Charles Schuveldt Dewey  | 3. Januar 1941 – 3. Januar 1945   | Republikaner |
| Alexander John Resa      | 3. Januar 1945 – 3. Januar 1947   | Demokrat     |
| Robert Joseph Twyman     | 3. Januar 1947 – 3. Januar 1949   | Republikaner |
| Sidney Richard Yates     | 3. Januar 1949 – 3. Januar 1963   | Demokrat     |
| Edward Rowan Finnegan    | 3. Januar 1963 – 6. Dezember 1964 | Demokrat     |
| vakant                   | 6. Dezember 1964 – 3. Januar 1965 |              |
| Sidney Richard Yates     | 3. Januar 1965 – 3. Januar 1999   | Demokrat     |
| Janice Danoff Schakowsky | seit 3. Januar 1999               | Demokrat     |

## 10. Sitz (seit 1863)
| Name                           | Amtszeit                             | Partei            |
| ------------------------------ | ------------------------------------ | ----------------- |
| Anthony Lausett Knapp          | 4. März 1863 – 3. März 1865          | Demokrat          |
| Anthony Thornton               | 4. März 1865 – 3. März 1867          | Demokrat          |
| Albert George Burr             | 4. März 1867 – 3. März 1871          | Demokrat          |
| Edward Young Rice              | 4. März 1871 – 3. März 1873          | Demokrat          |
| William Henry Ray              | 4. März 1873 – 3. März 1875          | Republikaner      |
| John Courts Bagby              | 4. März 1875 – 3. März 1877          | Demokrat          |
| Benjamin Franklin Marsh        | 4. März 1877 – 3. März 1883          | Republikaner      |
| Nicholas Ellsworth Worthington | 4. März 1883 – 3. März 1887          | Demokrat          |
| Philip Sidney Post             | 4. März 1887 – 6. Januar 1895        | Republikaner      |
| vakant                         | 6. Januar 1895 – 2. Dezember 1895    |                   |
| George Washington Prince       | 2. Dezember 1895 – 3. März 1903      | Republikaner      |
| George Edmund Foss             | 4. März 1903 – 3. März 1913          | Republikaner      |
| Charles Marsh Thomson          | 4. März 1913 – 3. März 1915          | Progressive Party |
| George Edmund Foss             | 4. März 1915 – 3. März 1919          | Republikaner      |
| Carl Richard Chindblom         | 4. März 1919 – 3. März 1933          | Republikaner      |
| James Simpson                  | 4. März 1933 – 3. Januar 1935        | Republikaner      |
| Ralph Edwin Church             | 3. Januar 1935 – 3. Januar 1941      | Republikaner      |
| George Arthur Paddock          | 3. Januar 1941 – 3. Januar 1943      | Republikaner      |
| Ralph Edwin Church             | 3. Januar 1943 – 3. Januar 1949      | Republikaner      |
| Richard William Hoffman        | 3. Januar 1949 – 3. Januar 1957      | Republikaner      |
| Harold Reginald Collier        | 3. Januar 1957 – 3. Januar 1973      | Republikaner      |
| Samuel Hollingsworth Young     | 3. Januar 1973 – 3. Januar 1975      | Republikaner      |
| Abner Joseph Mikva             | 3. Januar 1975 – 26. September 1979  | Demokrat          |
| vakant                         | 26. September 1979 – 22. Januar 1980 |                   |
| John Edward Porter             | 22. Januar 1980 – 3. Januar 2001     | Republikaner      |
| Mark Steven Kirk               | 3. Januar 2001 – 29. November 2010   | Republikaner      |
| vakant                         | 29. November 2010 – 3. Januar 2011   |                   |
| Robert James Dold              | 3. Januar 2011 – 3. Januar 2013      | Republikaner      |
| Bradley Scott Schneider        | 3. Januar 2013 – 3. Januar 2015      | Demokrat          |
| Robert James Dold              | 3. Januar 2015 – 3. Januar 2017      | Republikaner      |
| Bradley Scott Schneider        | seit 3. Januar 2017                  | Demokrat          |

## 11. Sitz (seit 1863)
| Name                       | Amtszeit                        | Partei       |
| -------------------------- | ------------------------------- | ------------ |
| James Carroll Robinson     | 4. März 1863 – 3. März 1865     | Demokrat     |
| Samuel Scott Marshall      | 4. März 1865 – 3. März 1873     | Demokrat     |
| Robert McCarty Knapp       | 4. März 1873 – 3. März 1875     | Demokrat     |
| Scott Wike                 | 4. März 1875 – 3. März 1877     | Demokrat     |
| Robert McCarty Knapp       | 4. März 1877 – 3. März 1879     | Demokrat     |
| James Washington Singleton | 4. März 1879 – 3. März 1883     | Demokrat     |
| William Henry Neece        | 4. März 1883 – 3. März 1887     | Demokrat     |
| William Harrison Gest      | 4. März 1887 – 3. März 1891     | Republikaner |
| Benjamin Taylor Cable      | 4. März 1891 – 3. März 1893     | Demokrat     |
| Benjamin Franklin Marsh    | 4. März 1893 – 3. März 1895     | Republikaner |
| Walter Reeves              | 4. März 1895 – 3. März 1903     | Republikaner |
| Howard Malcolm Snapp       | 4. März 1903 – 3. März 1911     | Republikaner |
| Ira Clifton Copley         | 4. März 1911 – 3. März 1923     | Republikaner |
| Frank R. Reid              | 4. März 1923 – 3. Januar 1935   | Republikaner |
| Chauncey William Reed      | 3. Januar 1935 – 3. Januar 1949 | Republikaner |
| Chester Anton Chesney      | 3. Januar 1949 – 3. Januar 1951 | Demokrat     |
| Timothy Patrick Sheehan    | 3. Januar 1951 – 3. Januar 1959 | Republikaner |
| Roman Conrad Pucinski      | 3. Januar 1959 – 3. Januar 1973 | Demokrat     |
| Frank Annunzio             | 3. Januar 1973 – 3. Januar 1993 | Demokrat     |
| George Edward Sangmeister  | 3. Januar 1993 – 3. Januar 1995 | Demokrat     |
| Gerald C. Weller           | 3. Januar 1995 – 3. Januar 2009 | Republikaner |
| Deborah L. Halvorson       | 3. Januar 2009 – 3. Januar 2011 | Demokrat     |
| Adam Daniel Kinzinger      | 3. Januar 2011 – 3. Januar 2013 | Republikaner |
| George William Foster      | seit 3. Januar 2013             | Demokrat     |

## 12. Sitz (seit 1863)
| Name                       | Amtszeit                          | Partei            |
| -------------------------- | --------------------------------- | ----------------- |
| William Ralls Morrison     | 4. März 1863 – 3. März 1865       | Demokrat          |
| Jehu Baker                 | 4. März 1865 – 3. März 1869       | Republikaner      |
| John Breese Hay            | 4. März 1869 – 3. März 1873       | Republikaner      |
| James Carroll Robinson     | 4. März 1873 – 3. März 1875       | Demokrat          |
| William McKendree Springer | 4. März 1875 – 3. März 1883       | Demokrat          |
| James Milton Riggs         | 4. März 1883 – 3. März 1887       | Demokrat          |
| George Alburtus Anderson   | 4. März 1887 – 3. März 1889       | Demokrat          |
| Scott Wike                 | 4. März 1889 – 3. März 1893       | Demokrat          |
| John James McDannold       | 4. März 1893 – 3. März 1895       | Demokrat          |
| Joseph Gurney Cannon       | 4. März 1895 – 3. März 1903       | Republikaner      |
| Charles Eugene Fuller      | 4. März 1903 – 3. März 1913       | Republikaner      |
| William Henry Hinebaugh    | 4. März 1913 – 3. März 1915       | Progressive Party |
| Charles Eugene Fuller      | 4. März 1915 – 25. Juni 1926      | Republikaner      |
| vakant                     | 25. Juni 1926 – 3. März 1927      |                   |
| John Theodore Buckbee      | 4. März 1927 – 23. April 1936     | Republikaner      |
| vakant                     | 3. April 1936 – 3. Januar 1937    |                   |
| Noah Morgan Mason          | 3. Januar 1937 – 3. Januar 1949   | Republikaner      |
| Edgar Allan Jonas          | 3. Januar 1949 – 3. Januar 1955   | Republikaner      |
| Charles Augustus Boyle     | 3. Januar 1955 – 4. November 1959 | Demokrat          |
| vakant                     | 4. November 1959 – 3. Januar 1961 |                   |
| Edward Rowan Finnegan      | 3. Januar 1961 – 3. Januar 1963   | Demokrat          |
| Robert McClory             | 3. Januar 1963 – 3. Januar 1973   | Republikaner      |
| Philip Miller Crane        | 3. Januar 1973 – 3. Januar 1993   | Republikaner      |
| Jerry Francis Costello     | 3. Januar 1993 – 3. Januar 2013   | Demokrat          |
| William L. Enyart          | 3. Januar 2013 – 3. Januar 2015   | Demokrat          |
| Michael Joseph Bost        | seit 3. Januar 2015               | Republikaner      |

## 13. Sitz (seit 1863)
| Name                         | Amtszeit                              | Partei       |
| ---------------------------- | ------------------------------------- | ------------ |
| William Joshua Allen         | 4. März 1863 – 3. März 1865           | Demokrat     |
| Andrew Jackson Kuykendall    | 4. März 1865 – 3. März 1867           | Republikaner |
| Green Berry Raum             | 4. März 1867 – 3. März 1869           | Republikaner |
| John Montgomery Crebs        | 4. März 1869 – 3. März 1873           | Demokrat     |
| John McNulta                 | 4. März 1873 – 3. März 1875           | Republikaner |
| Adlai Ewing Stevenson senior | 4. März 1875 – 3. März 1877           | Demokrat     |
| Thomas Foster Tipton         | 4. März 1877 – 3. März 1879           | Republikaner |
| Adlai Ewing Stevenson senior | 4. März 1879 – 3. März 1881           | Demokrat     |
| Dietrich Conrad Smith        | 4. März 1881 – 3. März 1883           | Republikaner |
| William McKendree Springer   | 4. März 1883 – 3. März 1895           | Demokrat     |
| Vespasian Warner             | 4. März 1895 – 3. März 1903           | Republikaner |
| Robert Roberts Hitt          | 4. März 1903 – 20. September 1906     | Republikaner |
| vakant                       | 20. September 1906 – 6. November 1906 |              |
| Frank Orren Lowden           | 6. November 1906 – 3. März 1911       | Republikaner |
| John Charles McKenzie        | 4. März 1911 – 3. März 1925           | Republikaner |
| William Richard Johnson      | 4. März 1925 – 3. März 1933           | Republikaner |
| Leo Elwood Allen             | 4. März 1933 – 3. Januar 1949         | Republikaner |
| Ralph Edwin Church           | 3. Januar 1949 – 21. März 1950        | Republikaner |
| vakant                       | 21. März 1950 – 3. Januar 1951        |              |
| Marguerite Stitt Church      | 3. Januar 1951 – 3. Januar 1963       | Republikaner |
| Donald Henry Rumsfeld        | 3. Januar 1963 – 25. Mai 1969         | Republikaner |
| vakant                       | 25. Mai 1969 – 25. November 1969      |              |
| Philip Miller Crane          | 25. November 1969 – 3. Januar 1973    | Republikaner |
| Robert McClory               | 3. Januar 1973 – 3. Januar 1983       | Republikaner |
| John Neal Erlenborn          | 3. Januar 1983 – 3. Januar 1985       | Republikaner |
| Harris Walter Fawell         | 3. Januar 1985 – 3. Januar 1999       | Republikaner |
| Judith Borg Biggert          | 3. Januar 1999 – 3. Januar 2013       | Republikaner |
| Rodney Lee Davis             | 3. Januar 2013 – 3. Januar 2023       | Republikaner |
| Nicole Jai Budzinski         | seit 3. Januar 2023                   | Demokrat     |

## 14. Sitz (seit 1863)
| Name                     | Amtszeit                           | Partei       |
| ------------------------ | ---------------------------------- | ------------ |
| James Cameron Allen      | 4. März 1863 – 3. März 1865        | Demokrat     |
| Samuel Wheeler Moulton   | 4. März 1865 – 3. März 1867        | Republikaner |
| John Alexander Logan     | 4. März 1867 – 3. März 1871        | Republikaner |
| vakant                   | 4. März 1871 – 7. November 1871    |              |
| John Lourie Beveridge    | 7. November 1871 – 4. Januar 1873  | Republikaner |
| vakant                   | 4. Januar 1873 – 4. März 1873      |              |
| Joseph Gurney Cannon     | 4. März 1873 – 3. März 1883        | Republikaner |
| Jonathan Harvey Rowell   | 4. März 1883 – 3. März 1891        | Republikaner |
| Owen Scott               | 4. März 1891 – 3. März 1893        | Demokrat     |
| Benjamin Franklin Funk   | 4. März 1893 – 3. März 1895        | Republikaner |
| Joseph Verdi Graff       | 4. März 1895 – 3. März 1903        | Republikaner |
| Benjamin Franklin Marsh  | 4. März 1903 – 2. Juni 1905        | Republikaner |
| vakant                   | 2. Juni 1905 – 7. November 1905    |              |
| James McKinney           | 7. November 1905 – 3. März 1913    | Republikaner |
| Clyde Howard Tavenner    | 4. März 1913 – 3. März 1917        | Demokrat     |
| William Johnson Graham   | 4. März 1917 – 7. Juni 1924        | Republikaner |
| vakant                   | 7. Juni 1924 – 3. März 1925        |              |
| John Clayton Allen       | 4. März 1925 – 3. März 1933        | Republikaner |
| Chester Charles Thompson | 4. März 1933 – 3. Januar 1939      | Demokrat     |
| Anton Joseph Johnson     | 3. Januar 1939 – 3. Januar 1949    | Republikaner |
| Chauncey William Reed    | 3. Januar 1949 – 9. Februar 1956   | Republikaner |
| vakant                   | 9. Februar 1956 – 3. Januar 1957   |              |
| Russell Watson Keeney    | 3. Januar 1957 – 11. Januar 1958   | Republikaner |
| vakant                   | 11. Januar 1958 – 3. Januar 1959   |              |
| Elmer Joseph Hoffman     | 3. Januar 1959 – 3. Januar 1965    | Republikaner |
| John Neal Erlenborn      | 3. Januar 1965 – 3. Januar 1983    | Republikaner |
| Thomas Joseph Corcoran   | 3. Januar 1983 – 28. November 1984 | Republikaner |
| vakant                   | 28. November 1984 – 3. Januar 1985 |              |
| John E. Grotberg         | 3. Januar 1985 – 15. November 1986 | Republikaner |
| vakant                   | 15. November 1986 – 3. Januar 1987 |              |
| John Dennis Hastert      | 3. Januar 1987 – 26. November 2007 | Republikaner |
| vakant                   | 26. November 2007 – 8. März 2008   |              |
| George William Foster    | 8. März 2008 – 3. Januar 2011      | Demokrat     |
| Randall Mark Hultgren    | 3. Januar 2011 – 3. Januar 2019    | Republikaner |
| Lauren Ashley Underwood  | seit 3. Januar 2019                | Demokrat     |

## 15. Sitz (seit 1873)
| Name                         | Amtszeit                            | Partei          |
| ---------------------------- | ----------------------------------- | --------------- |
| John Rice Eden               | 4. März 1873 – 3. März 1879         | Demokrat        |
| Albert Palaska Forsythe      | 4. März 1879 – 3. März 1881         | Greenback Party |
| Samuel Wheeler Moulton       | 4. März 1881 – 3. März 1883         | Demokrat        |
| Joseph Gurney Cannon         | 4. März 1883 – 3. März 1891         | Republikaner    |
| Samuel Thompson Busey        | 4. März 1891 – 3. März 1893         | Demokrat        |
| Joseph Gurney Cannon         | 4. März 1893 – 3. März 1895         | Republikaner    |
| Benjamin Franklin Marsh      | 4. März 1895 – 3. März 1901         | Republikaner    |
| J. Ross Mickey               | 4. März 1901 – 3. März 1903         | Demokrat        |
| George Washington Prince     | 4. März 1903 – 3. März 1913         | Republikaner    |
| Stephen Arnold Hoxworth      | 4. März 1913 – 3. März 1915         | Demokrat        |
| Edward John King             | 4. März 1915 – 17. Februar 1929     | Republikaner    |
| vakant                       | 17. Februar 1929 – 4. November 1930 |                 |
| Burnett Mitchell Chiperfield | 4. November 1930 – 3. März 1933     | Republikaner    |
| Jackson Leroy Adair          | 4. März 1933 – 3. Januar 1937       | Demokrat        |
| Lewis Leonard Boyer          | 3. Januar 1937 – 3. Januar 1939     | Demokrat        |
| Robert Bruce Chiperfield     | 3. Januar 1939 – 3. Januar 1949     | Republikaner    |
| Noah Morgan Mason            | 3. Januar 1949 – 3. Januar 1963     | Republikaner    |
| Charlotte Thompson Reid      | 3. Januar 1963 – 7. Oktober 1971    | Republikaner    |
| vakant                       | 7. Oktober 1971 – 4. April 1972     |                 |
| Cliffard Dale Carlson        | 4. April 1972 – 3. Januar 1973      | Republikaner    |
| Leslie Cornelius Arends      | 3. Januar 1973 – 31. Dezember 1974  | Republikaner    |
| Tim Lee Hall                 | 3. Januar 1975 – 3. Januar 1977     | Demokrat        |
| Thomas Joseph Corcoran       | 3. Januar 1977 – 3. Januar 1983     | Republikaner    |
| Edward Rell Madigan          | 3. Januar 1983 – 8. März 1991       | Republikaner    |
| vakant                       | 8. März 1991 – 2. Juli 1991         |                 |
| Thomas William Ewing         | 2. Juli 1991 – 3. Januar 2001       | Republikaner    |
| Timothy Vincent Johnson      | 3. Januar 2001 – 3. Januar 2013     | Republikaner    |
| John Mondy Shimkus           | 3. Januar 2013 – 3. Januar 2021     | Republikaner    |
| Mary E. Miller               | seit 3. Januar 2021                 | Republikaner    |

## 16. Sitz (seit 1873)
| Name                          | Amtszeit                        | Partei       |
| ----------------------------- | ------------------------------- | ------------ |
| James Stewart Martin          | 4. März 1873 – 3. März 1875     | Republikaner |
| William Andrew Jackson Sparks | 4. März 1875 – 3. März 1883     | Demokrat     |
| Aaron Shaw                    | 4. März 1883 – 3. März 1885     | Demokrat     |
| Silas Zephaniah Landes        | 4. März 1885 – 3. März 1889     | Demokrat     |
| George Washington Fithian     | 4. März 1889 – 3. März 1895     | Demokrat     |
| Finis Ewing Downing           | 4. März 1895 – 5. Juni 1896     | Demokrat     |
| John Irving Rinaker           | 5. Juni 1896 – 3. März 1897     | Republikaner |
| William Henry Hinrichsen      | 4. März 1897 – 3. März 1899     | Demokrat     |
| William Elza Williams         | 4. März 1899 – 3. März 1901     | Demokrat     |
| Thomas Jefferson Selby        | 4. März 1901 – 3. März 1903     | Demokrat     |
| Joseph Verdi Graff            | 4. März 1903 – 3. März 1911     | Republikaner |
| Claudius Ulysses Stone        | 4. März 1911 – 3. März 1917     | Demokrat     |
| Clifford Cady Ireland         | 4. März 1917 – 3. März 1923     | Republikaner |
| William Edgar Hull            | 4. März 1923 – 3. März 1933     | Republikaner |
| Everett McKinley Dirksen      | 4. März 1933 – 3. Januar 1949   | Republikaner |
| Leo Elwood Allen              | 3. Januar 1949 – 3. Januar 1961 | Republikaner |
| John Bayard Anderson          | 3. Januar 1961 – 3. Januar 1981 | Republikaner |
| Lynn Morley Martin            | 3. Januar 1981 – 3. Januar 1991 | Republikaner |
| John Wayne Cox Jr.            | 3. Januar 1991 – 3. Januar 1993 | Demokrat     |
| Donald Anthony Manzullo       | 3. Januar 1993 – 3. Januar 2013 | Republikaner |
| Adam Daniel Kinzinger         | 3. Januar 2013 – 3. Januar 2023 | Republikaner |
| Darin McKay LaHood            | seit 3. Januar 2023             | Republikaner |

## 17. Sitz (seit 1873)
| Name                       | Amtszeit                        | Partei       |
| -------------------------- | ------------------------------- | ------------ |
| William Ralls Morrison     | 4. März 1873 – 3. März 1883     | Demokrat     |
| Samuel Wheeler Moulton     | 4. März 1883 – 3. März 1885     | Demokrat     |
| John Rice Eden             | 4. März 1885 – 3. März 1887     | Demokrat     |
| Edward Lane                | 4. März 1887 – 3. März 1895     | Demokrat     |
| James Austin Connolly      | 4. März 1895 – 3. März 1899     | Republikaner |
| Ben Franklin Caldwell      | 4. März 1899 – 3. März 1903     | Demokrat     |
| John Allen Sterling        | 4. März 1903 – 3. März 1913     | Republikaner |
| Louis Fitzhenry            | 4. März 1913 – 3. März 1915     | Demokrat     |
| John Allen Sterling        | 4. März 1915 – 17. Oktober 1918 | Republikaner |
| vakant                     | 17. Oktober 1918 – 3. März 1919 |              |
| Frank Leslie Smith         | 4. März 1919 – 3. März 1921     | Republikaner |
| Frank Hamilton Funk        | 4. März 1921 – 3. März 1927     | Republikaner |
| Homer William Hall         | 4. März 1927 – 3. März 1933     | Republikaner |
| James Frank Gillespie      | 4. März 1933 – 3. Januar 1935   | Demokrat     |
| Leslie Cornelius Arends    | 3. Januar 1935 – 3. Januar 1973 | Republikaner |
| George Miller O’Brien      | 3. Januar 1973 – 3. Januar 1983 | Republikaner |
| Lane Allen Evans           | 3. Januar 1983 – 3. Januar 2007 | Demokrat     |
| Philip Gary Hare           | 3. Januar 2007 – 3. Januar 2011 | Demokrat     |
| Robert Todd Schilling      | 3. Januar 2011 – 3. Januar 2013 | Republikaner |
| Cheryl Lea Callahan-Bustos | 3. Januar 2013 – 3. Januar 2023 | Demokrat     |
| Eric Sorensen              | seit 3. Januar 2023             | Demokrat     |

## 18. Sitz (seit 1873)
| Name                          | Amtszeit                           | Partei       |
| ----------------------------- | ---------------------------------- | ------------ |
| Isaac Clements                | 4. März 1873 – 3. März 1875        | Republikaner |
| William Hartzell              | 4. März 1875 – 3. März 1879        | Demokrat     |
| John Robert Thomas            | 4. März 1879 – 3. März 1883        | Republikaner |
| William Ralls Morrison        | 4. März 1883 – 3. März 1887        | Demokrat     |
| Jehu Baker                    | 4. März 1887 – 3. März 1889        | Republikaner |
| William St. John Forman       | 4. März 1889 – 3. März 1895        | Demokrat     |
| Frederick Remann              | 4. März 1895 – 14. Juli 1895       | Republikaner |
| vakant                        | 14. Juli 1895 – 2. Dezember 1895   |              |
| William Flavius Lester Hadley | 2. Dezember 1895 – 3. März 1897    | Republikaner |
| Thomas Marion Jett            | 4. Mai 1897 – 3. März 1903         | Demokrat     |
| Joseph Gurney Cannon          | 4. März 1903 – 3. März 1913        | Republikaner |
| Frank Trimble O’Hair          | 4. März 1913 – 3. März 1915        | Demokrat     |
| Joseph Gurney Cannon          | 4. März 1915 – 3. März 1923        | Republikaner |
| William Perry Holaday         | 4. März 1923 – 3. März 1933        | Republikaner |
| James Andrew Meeks            | 4. März 1933 – 3. Januar 1939      | Demokrat     |
| Jessie Sumner                 | 3. Januar 1939 – 3. Januar 1947    | Republikaner |
| Edward Halsey Jenison         | 3. Januar 1947 – 3. Januar 1949    | Republikaner |
| Harold Himmel Velde           | 3. Januar 1949 – 3. Januar 1957    | Republikaner |
| Robert Henry Michel           | 3. Januar 1957 – 3. Januar 1995    | Republikaner |
| Raymond H. LaHood             | 3. Januar 1995 – 3. Januar 2009    | Republikaner |
| Aaron Jon Schock              | 3. Januar 2009 – 31. März 2015     | Republikaner |
| vakant                        | 31. März 2015 – 10. September 2015 |              |
| Darin McKay LaHood            | seit 10. September 2015            | Republikaner |

## 19. Sitz (1873–2013)
| Name                         | Amtszeit                         | Partei       |
| ---------------------------- | -------------------------------- | ------------ |
| Samuel Scott Marshall        | 4. März 1873 – 3. März 1875      | Demokrat     |
| William Black Anderson       | 4. März 1875 – 3. März 1877      | Unabhängiger |
| Richard Wellington Townshend | 4. März 1877 – 9. März 1889      | Demokrat     |
| vakant                       | 9. März 1889 – 2. Dezember 1889  |              |
| James Robert Williams        | 2. Dezember 1889 – 3. März 1895  | Demokrat     |
| Benson Wood                  | 4. März 1895 – 3. März 1897      | Republikaner |
| Andrew Jackson Hunter        | 4. März 1897 – 3. März 1899      | Demokrat     |
| Joseph Burns Crowley         | 4. März 1899 – 3. März 1903      | Demokrat     |
| Vespasian Warner             | 4. März 1903 – 3. März 1905      | Republikaner |
| William Brown McKinley       | 4. März 1905 – 3. März 1913      | Republikaner |
| Charles Martin Borchers      | 4. März 1913 – 3. März 1915      | Demokrat     |
| William Brown McKinley       | 4. März 1915 – 3. März 1921      | Republikaner |
| Allen Francis Moore          | 4. März 1921 – 3. März 1925      | Republikaner |
| Charles Adkins               | 4. März 1925 – 3. März 1933      | Republikaner |
| Donald Claude Dobbins        | 4. März 1933 – 3. Januar 1937    | Demokrat     |
| Hugh McPheeters Rigney       | 3. Januar 1937 – 3. Januar 1939  | Demokrat     |
| William Howard Wheat         | 3. Januar 1939 – 16. Januar 1944 | Republikaner |
| vakant                       | 16. Januar 1944 – 13. Juni 1944  |              |
| Rolla Coral McMillen         | 13. Juni 1944 – 3. Januar 1949   | Republikaner |
| Robert Bruce Chiperfield     | 3. Januar 1949 – 3. Januar 1963  | Republikaner |
| Robert Thaddeus McLoskey     | 3. Januar 1963 – 3. Januar 1965  | Republikaner |
| Darwin Gale Schisler         | 3. Januar 1965 – 3. Januar 1967  | Demokrat     |
| Thomas Fisher Railsback      | 3. Januar 1967 – 3. Januar 1983  | Republikaner |
| Daniel Bever Crane           | 3. Januar 1983 – 3. Januar 1985  | Republikaner |
| Terry Lee Bruce              | 3. Januar 1985 – 3. Januar 1993  | Demokrat     |
| Glendal William Poshard      | 3. Januar 1993 – 3. Januar 1999  | Demokrat     |
| David Dwain Phelps           | 3. Januar 1999 – 3. Januar 2003  | Demokrat     |
| John Mondy Shimkus           | 3. Januar 2003 – 3. Januar 2013  | Republikaner |

## 20. Sitz (1883–2003)
| Name                    | Amtszeit                          | Partei       |
| ----------------------- | --------------------------------- | ------------ |
| John Robert Thomas      | 4. März 1883 – 3. März 1889       | Republikaner |
| George Washington Smith | 4. März 1889 – 3. März 1895       | Republikaner |
| Orlando Burrell         | 4. März 1895 – 3. März 1897       | Republikaner |
| James Romulus Campbell  | 4. März 1897 – 3. März 1899       | Demokrat     |
| James Robert Williams   | 4. März 1899 – 3. März 1903       | Demokrat     |
| Henry Thomas Rainey     | 4. März 1903 – 3. März 1921       | Demokrat     |
| Guy Loren Shaw          | 4. März 1921 – 3. März 1923       | Republikaner |
| Henry Thomas Rainey     | 4. März 1923 – 19. August 1934    | Demokrat     |
| vakant                  | 19. August 1934 – 3. Januar 1935  |              |
| Scott Wike Lucas        | 3. Januar 1935 – 3. Januar 1939   | Demokrat     |
| James Martin Barnes     | 3. Januar 1939 – 3. Januar 1943   | Demokrat     |
| Sidney Elmer Simpson    | 3. Januar 1943 – 26. Oktober 1958 | Republikaner |
| vakant                  | 6. Oktober 1958 – 3. Januar 1959  |              |
| Edna Oakes Simpson      | 3. Januar 1959 – 3. Januar 1961   | Republikaner |
| Paul Augustus Findley   | 3. Januar 1961 – 3. Januar 1983   | Republikaner |
| Richard Joseph Durbin   | 3. Januar 1983 – 3. Januar 1997   | Demokrat     |
| John Mondy Shimkus      | 3. Januar 1997 – 3. Januar 2003   | Republikaner |

## 21. Sitz (1893–1993)
| Name                     | Amtszeit                         | Partei       |
| ------------------------ | -------------------------------- | ------------ |
| John Charles Black       | 4. März 1893 – 12. Januar 1895   | Demokrat     |
| Everett Jerome Murphy    | 4. März 1895 – 3. März 1897      | Republikaner |
| Jehu Baker               | 4. März 1897 – 3. März 1899      | Demokrat     |
| William August Rodenberg | 4. März 1899 – 3. März 1901      | Republikaner |
| Frederick John Kern      | 4. März 1901 – 3. März 1903      | Demokrat     |
| Ben Franklin Caldwell    | 4. März 1903 – 3. März 1905      | Demokrat     |
| Zeno John Rives          | 4. März 1905 – 3. März 1907      | Republikaner |
| Ben Franklin Caldwell    | 4. März 1907 – 3. März 1909      | Demokrat     |
| James McMahon Graham     | 4. März 1909 – 3. März 1915      | Demokrat     |
| Loren Edgar Wheeler      | 4. März 1915 – 3. März 1923      | Republikaner |
| James Earl Major         | 4. März 1923 – 3. März 1925      | Demokrat     |
| Loren Edgar Wheeler      | 4. März 1925 – 3. März 1927      | Republikaner |
| James Earl Major         | 4. März 1927 – 3. März 1929      | Demokrat     |
| Frank Marion Ramey       | 4. März 1929 – 3. März 1931      | Republikaner |
| James Earl Major         | 4. März 1931 – 6. Oktober 1933   | Demokrat     |
| vakant                   | 6. Oktober 1933 – 3. Januar 1935 |              |
| Harry Howland Mason      | 3. Januar 1935 – 3. Januar 1937  | Demokrat     |
| Frank William Fries      | 3. Januar 1937 – 3. Januar 1941  | Demokrat     |
| George Evan Howell       | 3. Januar 1941 – 5. Oktober 1947 | Republikaner |
| vakant                   | 5. Oktober 1947 – 3. Januar 1949 |              |
| Peter Francis Mack       | 3. Januar 1949 – 3. Januar 1963  | Demokrat     |
| Kenneth James Gray       | 3. Januar 1963 – 3. Januar 1973  | Demokrat     |
| Edward Rell Madigan      | 3. Januar 1973 – 3. Januar 1983  | Republikaner |
| Charles Melvin Price     | 3. Januar 1983 – 22. April 1988  | Demokrat     |
| vakant                   | 22. April 1988 – 9. August 1988  |              |
| Jerry Francis Costello   | 9. August 1988 – 3. Januar 1993  | Demokrat     |

## 22. Sitz (1893–1993)
| Name                     | Amtszeit                        | Partei       |
| ------------------------ | ------------------------------- | ------------ |
| Andrew Jackson Hunter    | 4. März 1893 – 3. März 1895     | Demokrat     |
| George Washington Smith  | 4. März 1895 – 3. März 1903     | Republikaner |
| William August Rodenberg | 4. März 1903 – 3. März 1913     | Republikaner |
| William Nicolas Baltz    | 4. März 1913 – 3. März 1915     | Demokrat     |
| William August Rodenberg | 4. März 1915 – 3. März 1923     | Republikaner |
| Edward Edwin Miller      | 4. März 1923 – 3. März 1925     | Republikaner |
| Edward Michael Irwin     | 4. März 1925 – 3. März 1931     | Republikaner |
| Charles Adam Karch       | 4. März 1931 – 6. November 1932 | Demokrat     |
| vakant                   | 6. November 1932 – 4. März 1933 |              |
| Edwin Martin Schaefer    | 4. März 1933 – 3. Januar 1943   | Demokrat     |
| Calvin Dean Johnson      | 3. Januar 1943 – 3. Januar 1945 | Republikaner |
| Charles Melvin Price     | 3. Januar 1945 – 3. Januar 1949 | Demokrat     |
| Rolla Coral McMillen     | 3. Januar 1949 – 3. Januar 1951 | Republikaner |
| William Lee Springer     | 3. Januar 1951 – 3. Januar 1973 | Republikaner |
| George Edward Shipley    | 3. Januar 1973 – 3. Januar 1979 | Demokrat     |
| Daniel Bever Crane       | 3. Januar 1979 – 3. Januar 1983 | Republikaner |
| Paul Martin Simon        | 3. Januar 1983 – 3. Januar 1985 | Demokrat     |
| Kenneth James Gray       | 3. Januar 1985 – 3. Januar 1989 | Demokrat     |
| Glendal William Poshard  | 3. Januar 1989 – 3. Januar 1993 | Demokrat     |

## 23. Sitz (1903–1983)
| Name                     | Amtszeit                            | Partei       |
| ------------------------ | ----------------------------------- | ------------ |
| Joseph Burns Crowley     | 4. März 1903 – 3. März 1905         | Demokrat     |
| Frank Stoddard Dickson   | 4. März 1905 – 3. März 1907         | Republikaner |
| Martin David Foster      | 4. März 1907 – 3. März 1919         | Demokrat     |
| Edwin Bruce Brooks       | 4. März 1919 – 3. März 1923         | Republikaner |
| William Wright Arnold    | 4. März 1923 – 16. September 1935   | Demokrat     |
| vakant                   | 16. September 1935 – 3. Januar 1937 |              |
| Laurence Fletcher Arnold | 3. Januar 1937 – 3. Januar 1943     | Demokrat     |
| Charles Wesley Vursell   | 3. Januar 1943 – 3. Januar 1949     | Republikaner |
| Edward Halsey Jenison    | 3. Januar 1949 – 3. Januar 1953     | Republikaner |
| Charles Wesley Vursell   | 3. Januar 1953 – 3. Januar 1959     | Republikaner |
| George Edward Shipley    | 3. Januar 1959 – 3. Januar 1973     | Demokrat     |
| Charles Melvin Price     | 3. Januar 1973 – 3. Januar 1983     | Demokrat     |

## 24. Sitz (1903–1983)
| Name                      | Amtszeit                             | Partei       |
| ------------------------- | ------------------------------------ | ------------ |
| James Robert Williams     | 4. März 1903 – 3. März 1905          | Demokrat     |
| Pleasant Thomas Chapman   | 4. März 1905 – 3. März 1911          | Republikaner |
| Hiram Robert Fowler       | 4. März 1911 – 3. März 1915          | Demokrat     |
| Thomas Sutler Williams    | 4. März 1915 – 11. November 1929     | Republikaner |
| vakant                    | 11. November 1929 – 4. November 1930 |              |
| Claude VanCleve Parsons   | 4. November 1930 – 3. Januar 1941    | Demokrat     |
| James Vandaveer Heidinger | 3. Januar 1941 – 22. März 1945       | Republikaner |
| vakant                    | 22. März 1945 – 6. November 1945     |              |
| Roy Clippinger            | 6. November 1945 – 3. Januar 1949    | Republikaner |
| Charles Wesley Vursell    | 3. Januar 1949 – 3. Januar 1953      | Republikaner |
| Charles Melvin Price      | 3. Januar 1953 – 3. Januar 1973      | Demokrat     |
| Kenneth James Gray        | 3. Januar 1973 – 31. Dezember 1974   | Demokrat     |
| vakant                    | 31. Dezember 1974 – 3. Januar 1975   |              |
| Paul Martin Simon         | 3. Januar 1975 – 3. Januar 1983      | Demokrat     |

## 25. Sitz (1903–1963)
| Name                           | Amtszeit                             | Partei       |
| ------------------------------ | ------------------------------------ | ------------ |
| George Washington Smith        | 4. März 1903 – 30. November 1907     | Republikaner |
| vakant                         | 30. November 1907 – 15. Februar 1908 |              |
| Napoleon Bonaparte Thistlewood | 15. Februar 1908 – 3. März 1913      | Republikaner |
| Robert Potter Hill             | 4. März 1913 – 3. März 1915          | Demokrat     |
| Edward Everett Denison         | 4. März 1915 – 3. März 1931          | Republikaner |
| Kent Ellsworth Keller          | 4. März 1931 – 3. Januar 1941        | Demokrat     |
| Cecil William Bishop           | 3. Januar 1941 – 3. Januar 1949      | Republikaner |
| Charles Melvin Price           | 3. Januar 1949 – 3. Januar 1953      | Demokrat     |
| Cecil William Bishop           | 3. Januar 1953 – 3. Januar 1955      | Republikaner |
| Kenneth James Gray             | 3. Januar 1955 – 3. Januar 1963      | Demokrat     |

## 26. Sitz (1913–1953)
Erst ab 1949 ein eigenständiger Sitz, davor Sitz A des At-Large Distrikts.
| Name                         | Amtszeit                         | Partei       |
| ---------------------------- | -------------------------------- | ------------ |
| Lawrence Beaumont Stringer   | 4. März 1913 – 3. März 1915      | Demokrat     |
| Burnett Mitchell Chiperfield | 4. März 1915 – 3. März 1917      | Republikaner |
| William Ernest Mason         | 4. März 1917 – 16. Juni 1921     | Republikaner |
| vakant                       | 16. Juni 1921 – 7. November 1922 |              |
| Winnifred Sprague Mason Huck | 7. November 1922 – 3. März 1923  | Republikaner |
| Henry Riggs Rathbone         | 4. März 1923 – 15. Juli 1928     | Republikaner |
| vakant                       | 15. Juli 1928 – 3. März 1929     |              |
| Ruth Hanna McCormick-Simms   | 4. März 1929 – 3. März 1931      | Republikaner |
| William Henry Dieterich      | 4. März 1931 – 3. März 1933      | Demokrat     |
| Martin Adlai Brennan         | 4. März 1933 – 3. Januar 1937    | Demokrat     |
| Edwin Van Meter Champion     | 3. Januar 1937 – 3. Januar 1939  | Demokrat     |
| John Cunningham Martin       | 3. Januar 1939 – 3. Januar 1941  | Demokrat     |
| Stephen Albion Day           | 3. Januar 1941 – 3. Januar 1945  | Republikaner |
| Emily Taft Douglas           | 3. Januar 1945 – 3. Januar 1947  | Demokrat     |
| William Grant Stratton       | 3. Januar 1947 – 3. Januar 1949  | Republikaner |
| Cecil William Bishop         | 3. Januar 1949 – 3. Januar 1953  | Republikaner |

## 27. Sitz (1913–1943)
Kein eigenständiger Sitz, sondern Sitz B des At-Large Distrikts zwischen 1913 und 1943.
| Name                    | Amtszeit                        | Partei       |
| ----------------------- | ------------------------------- | ------------ |
| William Elza Williams   | 4. März 1913 – 3. März 1917     | Demokrat     |
| Joseph Medill McCormick | 4. März 1917 – 3. März 1919     | Republikaner |
| Richard Yates Jr.       | 4. März 1919 – 3. März 1933     | Republikaner |
| Walter Nesbit           | 4. März 1933 – 3. Januar 1935   | Demokrat     |
| Michael Lambert Igoe    | 3. Januar 1935 – 2. Juni 1935   | Demokrat     |
| vakant                  | 2. Juni 1935 – 3. Januar 1937   |              |
| Lewis Marshall Long     | 3. Januar 1937 – 3. Januar 1939 | Demokrat     |
| Thomas Vernor Smith     | 3. Januar 1939 – 3. Januar 1941 | Demokrat     |
| William Grant Stratton  | 3. Januar 1941 – 3. Januar 1943 | Republikaner |